# La Brigue
La Brigue (en ligure, Briga ; en italien, Briga Marittima ; en brigasque, Řa Briga [ɹa ˈbʀi.ɡa]) est une commune française située dans le département des Alpes-Maritimes, en région Provence-Alpes-Côte d'Azur. Ses habitants sont appelés les Brigasques.
Partie de la province de Coni (Italie) jusqu'après la Seconde Guerre mondiale, La Brigue est attachée à la France en septembre 1947, à la suite du traité de Paris.

## Toponymie

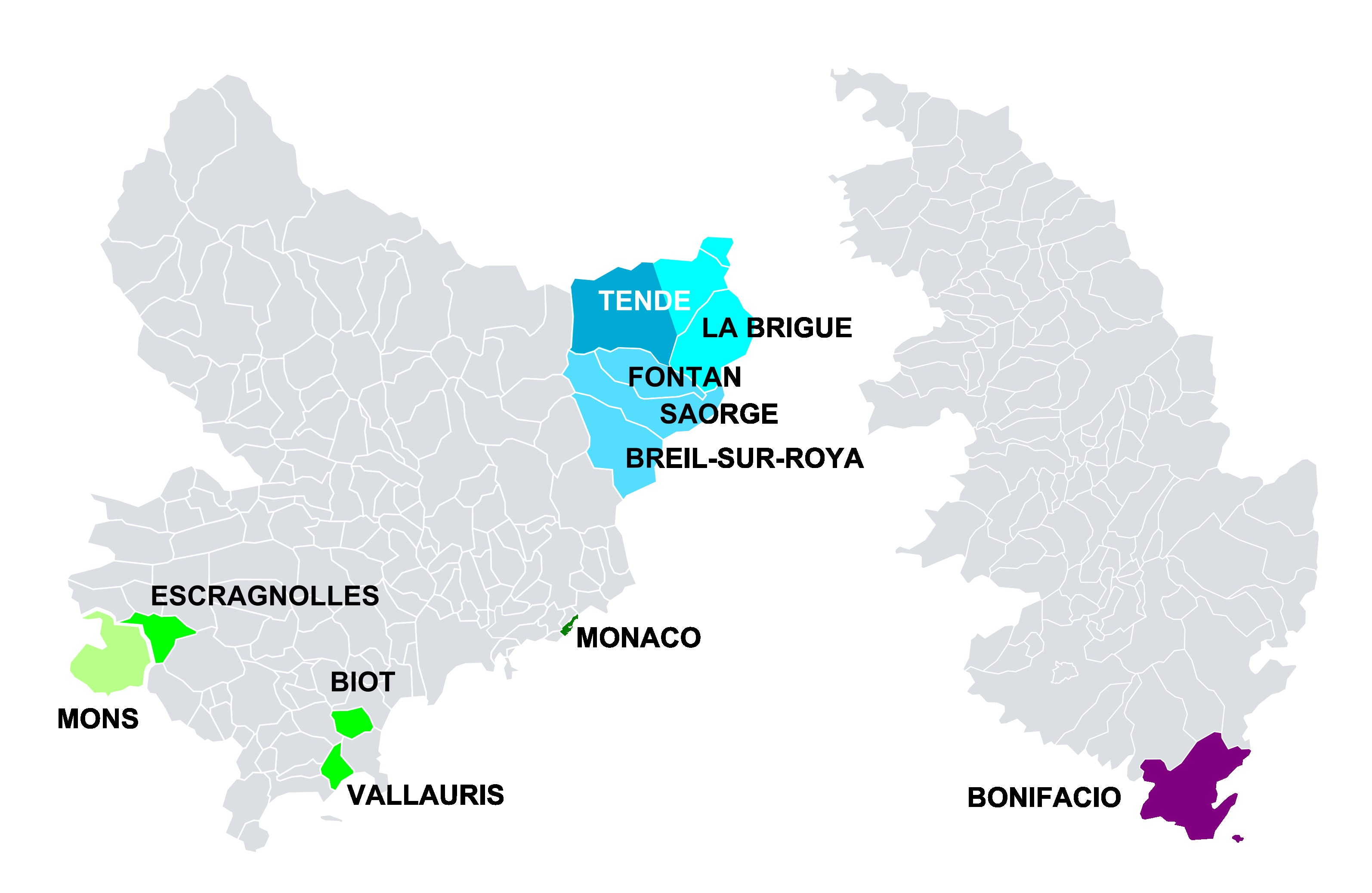

Le nom de la commune est en brigasque Ra Briga, en ligure/royasque La Briga, en italien Briga Marittima ou simplement Briga. C’est un terme d’origine ligure, origine que l’on retrouve dans le nom des habitants, Brigasque.
L'origine de ce nom se rattache à la racine oronymique brigo désignant en celte et en ligure un site élevé et fortifié. On voit cité sur le Trophée d'Auguste de La Turbie le nom de Brigiani, un des derniers peuples pacifiés des Alpes-Maritimes.

## Histoire
Avant son rattachement à la France à la suite du traité de Paris (1947), La Brigue s'étendait par ses hameaux de part et d'autre de la chaine des Alpes sur le Piémont et la Ligurie. L'actuelle commune de La Brigue portait le nom italien de Briga Marittima avec le hameau de Morignole (Morignolo en italien) : cette commune, bien éloignée de la mer, n'était qualifiée de « maritime » qu'en raison de sa position dans le bassin qui se déverse vers la Méditerranée par la Roya, et par opposition au hameau de Briga Alta
Durant de nombreux siècles, l'économie de la communauté de La Brigue était axée sur un système agro-sylva-pastoral. C'est surtout grâce à l'élevage ovin que La Brigue avait acquis une certaine prospérité à la fin du Moyen Âge et au cours du XVIe siècle. Le vente d'agneaux de lait était sa spécialité. Le commerce de la laine explique même la présence d'une importante communauté de négociants juifs dans le village (une rue du Ghetto y subsiste). Mais, au cours des XVIIe et XVIIIe siècles, la commune de La Brigue commence à céder ses droits de pâturage pour rembourser ses créanciers, ce sont les « bandites », responsables de la dégradation des prairies d'altitude. Les bénéficiaires des droits de bandite pour rentabiliser leurs acquisitions pratiquaient le surpâturage, sachant que les Brigasques, de toutes façons devraient leur fournir le fourrage quand l'herbe viendrait à manquer. Cette ancienne économie s'étiole au cours du XIXe siècle avec une embellie après 1860. En effet, à cette date, tout le comté de Nice est rattaché à la France, sauf Tende et La Brigue.
En effet, ce territoire inclut la ligne de crête allant du col de Tende au Balcon de Marta en passant par le massif du Marguareïs. Il s'agit d'une position bien trop stratégique pour permettre que le Piémont, en passe de conclure l'Unité d'Italie (qui interviendra l'année suivante), cède ces terres à la France. L'enjeu est clair : d'éventuelles positions fortifiées françaises avec les canons pointés sur la ville de Coni, point d'accès à la plaine du Pô, donneraient en cas de conflit un avantage gigantesque à la France, dont les troupes ne seraient plus qu'à deux ou trois jours de marche de Turin, la capitale. Le Piémont ne peut donc pas se priver de ce rempart naturel que sont les Alpes. Cavour et la diplomatie italienne finiront par trouver un compromis avec le Second Empire. Le comté de Nice sera bel et bien rattaché à la France par le Traité de Turin (1860), pour respecter l'engagement pris vis-à-vis de Napoléon III qui avait promis un soutien militaire au Piémont dans la guerre contre l'Autriche. Néanmoins, Tende et La Brigue seront officiellement déclarés « territoires de chasse personnelle du Roi », donc inaliénables.
En guise de dédommagement pour les populations de la Haute-Roya, privées par la nouvelle frontière de débouché sur la mer et sur les florissantes activités de la côte niçoise, on accorde aux territoires de Tende et La Brigue des franchises douanières : les produits agricoles vendus sur la côte ne seront pas soumis à douane.
En 1945, l'occupation française de la Vallée de la Roya pour acquérir la ville par une annexion n'aboutit pas par suite de la pression américaine mais après tractation et conformément aux accords fixés par le traité de Paris, la loi du 15 septembre 1947, publiée au Journal officiel du lendemain, crée les communes de Tende et de La Brigue « à partir d'une partie étrangère » ; cette annexion prend effet le 17 septembre avant d'être finalement confirmée le 12 octobre suivant par un plébiscite. De ce fait, le code Insee 06162 ne correspond donc pas à l'ordre alphabétique des communes du département des Alpes-Maritimes.
Les parties est et nord de la commune restent italiennes. La commune de Briga Alta est ainsi formée, située au Piémont avec les hameaux d'Upega et Carnino. Le versant ligure avec les hameaux de Realdo et de Verdeggia est rattaché à Triora.

### Transfert à la France après la Seconde Guerre mondiale
Après la Seconde Guerre mondiale, la France demande l'annexion des territoires de Tende et de Brigue, et l'obtient selon les dispositions du traité de Paris signé le 10 février 1947 et entré en vigueur le 15 septembre suivant.
Du fait toutefois que la Constitution de la IVe République imposait qu'il n'y eût pas d’acquisitions territoriales sans le consentement des populations intéressées, même si La Brigue était déjà sous le contrôle militaire et administratif de la France depuis l'entrée en vigueur du traité de paix en septembre, les autorités françaises procèdent le 12 octobre à un référendum auprès de la population pour qu’elle puisse choisir entre la France et l’Italie.

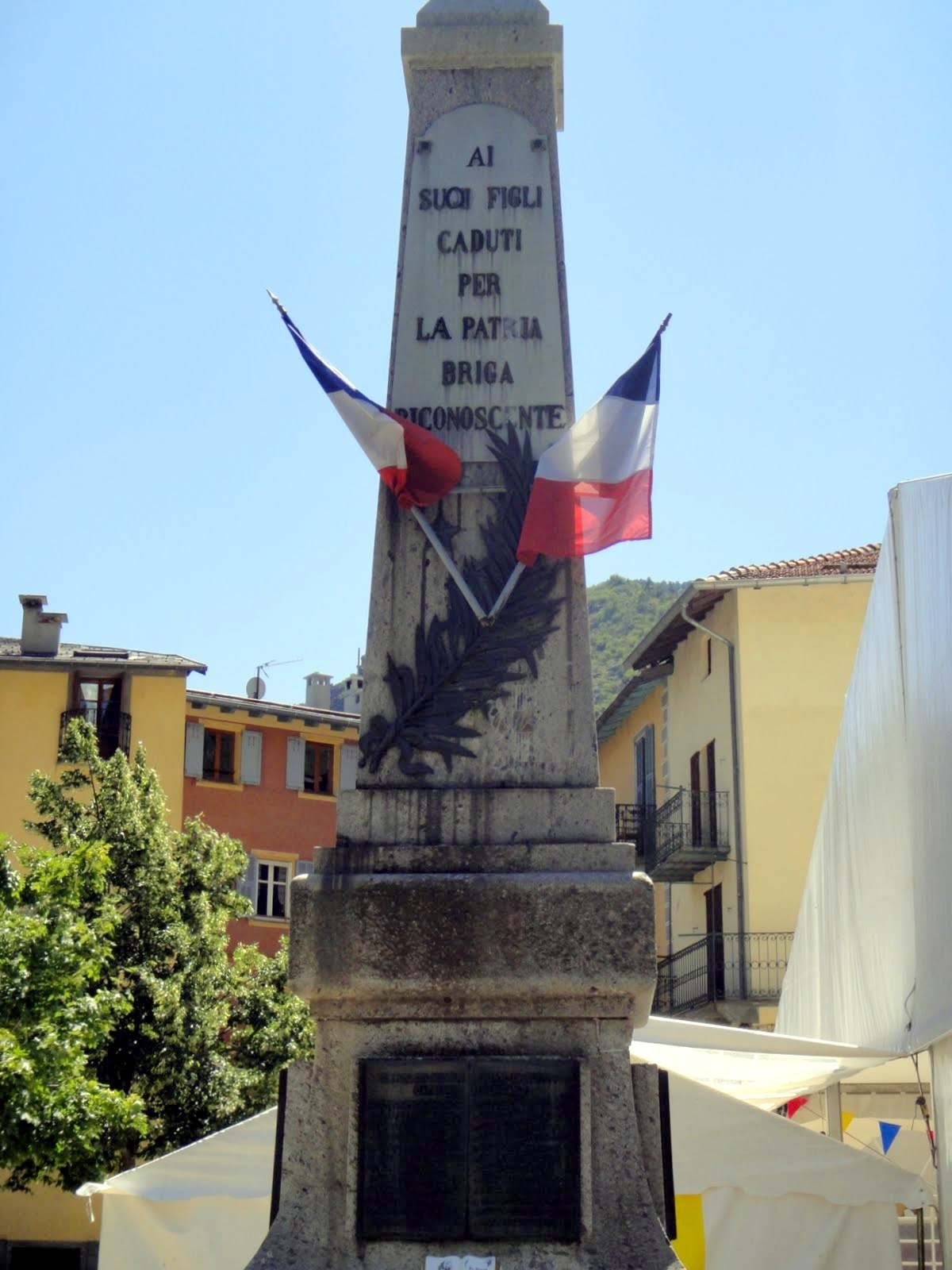
Drapeaux français honorant des morts italiens, une conséquence encore visible du rattachement.

La perspective d'un changement de nationalité divise la famille socialiste, de toute façon minoritaire à La Brigue : d'un côté, le Parti socialiste italien est favorable à l'annexion et de l'autre, paradoxalement, c'est Léon Blum, le chef charismatique des socialistes français, qui se montre le plus critique sur ce projet expansionniste. Quoi qu'il en soit, dans le plébiscite de 1947 sur la question, les Brigasques choisissent le transfert de souveraineté. Pour le vote sont seuls admis les citoyens qui résident dans la zone au moment du référendum, ceux avec au moins un parent né dans les pays concernés et ceux qui peuvent prouver qu'ils y étaient domiciliés avant la prise du pouvoir par les fascistes en Italie en 1922. Sont ainsi exclus du vote une partie des habitants qui s’étaient réfugiés en Italie, puisqu'ils n'avaient pas changé leur nationalité pour prendre la nationalité française. Le résultat donne une adhésion presque unanime (96,07 %) à la France : sur 790 votants, 759 choisissent la France et 26 l’Italie, on compte cinq bulletins blancs ou nuls. Toutefois, si l'on compare les données du vote de 1946 pour la Constituante et celles de 1947 pour le traité, on voit que ces exilés n'auraient pas été en mesure de renverser l'issue du second vote,. Ce plébiscite confirme celui de 1860 au terme duquel le comté de Nice était devenu français.

## Géographie

### Situation
Située à 770 mètres d'altitude dans la haute vallée de la Roya (Alpes-Maritimes), La Brigue est un village de 633 habitants, au dernier recensement (environ 300 réels[Quoi ?] à l'année), classé monument historique.
La commune de La Brigue représente l'extrême-pointe est de la région Provence-Alpes-Côte d'Azur. Elle se trouve, idéalement, sur le sommet sud-est de l'Hexagone, même si Lauterbourg, en Alsace, est dans l'absolu la commune la plus à l'est de la France continentale.

### Géologie et relief
Le paysage est de type préalpin, constitué de calcaires.
Au creux de la vallée, La Brigue est entourée de montagnes remarquables aux traits déjà alpins comme le mont Bégo à l'ouest, le versant des « Ciage » et le mont Saccarello à l'est et le « Balcon de Marta » au sud.
Séparée par la commune de Tende, l'enclave du massif du Marguareis est une partie de La Brigue dominée par la pointe Marguareis, ensemble karstique dans les Alpes ligures, fréquemment exploré par des spéléologues expérimentés.
La commune se compose de 35,72 hectares de territoires artificialisés (0,38 %) et 9 310,74 hectares de forêts et milieux semi-naturels (99,62 %).
Espaces naturels :
- Un espace protégé Natura 2000 :

Marguareis - La Brigue - Fontan - Saorge.
- Un espace protégé Natura 2000 : Bassigny, partie Lorraine,
- Six zones naturelles d'intérêt écologique, faunistique et floristique (Znieff) :

Bassin de la Roya,
Vallon du Réfréi et versant rive gauche de la Roya en amont de Tende,
Marguareis - Col de Tende,
Chaînons frontaliers de la cime de Vélègue à la tête de Marta,
Gorges de la Roya,
Vallon de la Bendola.
- Inventaire national du patrimoine géologique :

Plissements  superposés  oligocène du Vallon de Malabergue (Marguareis).
- Un Site bioarchéologique :

Giassanasca.

### Communes limitrophes
La Brigue est limitrophe des communes suivantes :
Communes limitrophes de l'enclave du massif du Marguareis :

### Catastrophes naturelles et sismicité
Le 2 octobre 2020, de nombreux villages des diverses vallées des Alpes-Maritimes (Breil-sur-Roya, Fontan, Roquebillière, Saint-Martin-Vésubie et Tende) sont fortement affectés par un épisode méditerranéen de grande ampleur. Certains hameaux de la commune restent inaccessibles jusqu'à plus d'une semaine après la catastrophe et l'électricité n'a été rétablie que vers le 20 octobre. L'Arrêté du 7 octobre 2020 portant reconnaissance de l'état de catastrophe naturelle a identifié 55 communes, dont La Brigue, au titre des "Inondations et coulées de boue du 2 au 3 octobre 2020".
L'ensemble du territoire de La Brigue est classé en zone 4 au titre du risque sismique, par le décret no 2010-1255 du 22 octobre 2010. Il s'agit d'une zone de « sismicité moyenne ».

### Hydrographie et les eaux souterraines

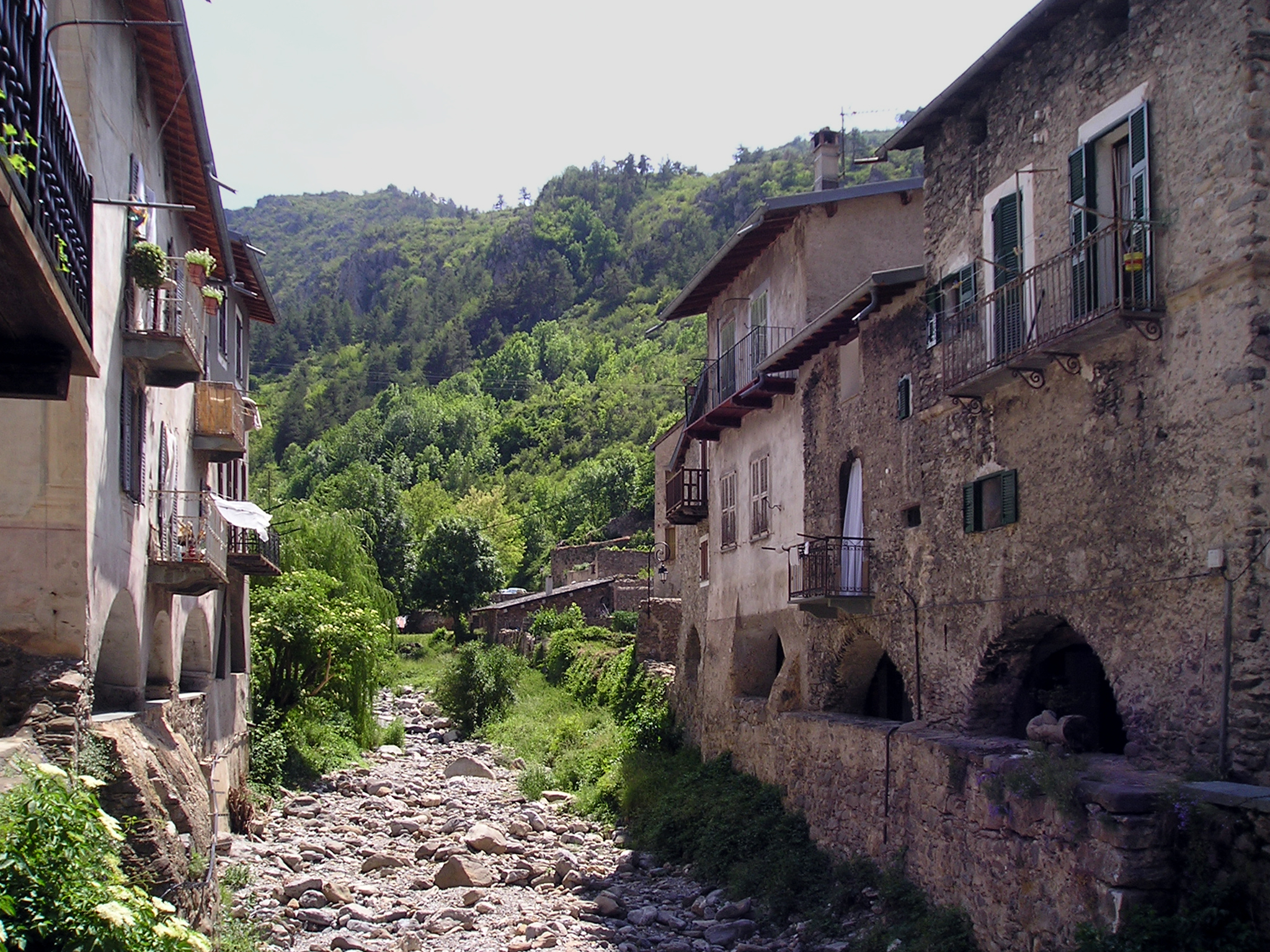
Vue du Rio Sec à La Brigue.

Cours d'eau sur la commune ou à son aval :
- fleuve la Roya ;
- torrent la Lévensa ;
- vallons de la madone, de bens, du ru sec, de groa, de la bendola.

Les deux cours d'eau traversant La Brigue sont la Levenza (d'est en ouest, affluent de la Roya) et le Rio Sec (du sud au nord, affluent de la Levenza). Le Rio Sec est une petite rivière torrentueuse, son lit ne se remplit d'eau qu'à la suite de forts orages qui peuvent se former, notamment l'été, sur le Balcon de Marta. À sec la plupart de l'année (comme l'indique son nom), le Rio Sec peut, à la suite de ces orages, devenir un torrent impétueux très dangereux.
Stations d'épuration :
La Brigue dispose de deux stations d'épuration :
- station du village d'une capacité de 1 500 équivalent-habitants ;
- station d'épuration de Morignole d'une capacité de trois cents équivalent-habitants.

### Climat
Pour des articles plus généraux, voir Climat de Provence-Alpes-Côte d'Azur et Climat des Alpes-Maritimes.
En 2010, le climat de la commune est de type climat des marges montargnardes, selon une étude du Centre national de la recherche scientifique s'appuyant sur une série de données couvrant la période 1971-2000. En 2020, Météo-France publie une typologie des climats de la France métropolitaine dans laquelle la commune est exposée à un climat de montagne ou de marges de montagne et est dans la région climatique  Var, Alpes-Maritimes, caractérisée par une pluviométrie abondante en automne et en hiver (250 à 300 mm en automne), un très bon ensoleillement en été (fraction d’insolation > 75 %), un hiver doux (8 °C) et peu de brouillards. 
Pour la période 1971-2000, la température annuelle moyenne est de 11,3 °C, avec une amplitude thermique annuelle de 16,8 °C. Le cumul annuel moyen de précipitations est de 1 003 mm, avec 4,8 jours de précipitations en janvier et 6,1 jours en juillet. Pour la période 1991-2020, la température moyenne annuelle observée sur la station météorologique de Météo-France la plus proche, « Tende_sapc », sur la commune de Tende à 3 km à vol d'oiseau, est de 12,0 °C et le cumul annuel moyen de précipitations est de 1 048,1 mm. 
La température maximale relevée sur cette station est de 39,3 °C, atteinte le 28 juin 2019 ; la température minimale est de −10,2 °C, atteinte le 28 février 2018,,. 
Les paramètres climatiques de la commune ont été estimés pour le milieu du siècle (2041-2070) selon différents scénarios d'émission de gaz à effet de serre à partir des nouvelles projections climatiques de référence DRIAS-2020. Ils sont consultables sur un site dédié publié par Météo-France en novembre 2022.

### Voies de communications et transports

#### Voies routières
Le principal axe de communication de la vallée de la Roya est la départementale D6204 (ex N204), qui permet l'accès à La Brigue par le sud (Vintimille), par le sud-ouest (par Nice via Sospel et le col de Turini), et par le nord (Coni).
La Brigue est en retrait de la D6204 : il faut en effet bifurquer à Saint-Dalmas-de-Tende (it) sur la D43 pour rejoindre le village. La D43 termine elle-même sur la commune de La Brigue, au hameau de Morignole d'un côté et au lieu-dit de Bens de l'autre. Il est possible de continuer vers l'est sur des pistes forestières qui rejoignent ensuite les anciens hameaux de La Brigue sur le versant italien, mais l'état d'entretien de ces routes non goudronnées les réserve aux véhicules tout-terrain.
Cette situation routière est un désavantage touristique pour La Brigue, par rapport à Tende qui, bien que distante de seulement cinq kilomètres, est un passage fréquenté entre le Bas-Piémont et la Ligurie occidentale. Les transports routiers sont aussi très dépendants du tunnel de Tende : vétuste et nécessitant de fréquentes réfections, il est souvent fermé, coupant La Brigue, et plus généralement la vallée, du débouché sur le Piémont.

### Transports en commun
- Zest'bus, anciennement Carf en bus, réseau de transports en commun de la communauté d'agglomération de la Riviera Française.

Transport en Provence-Alpes-Côte d'Azur

#### Transports ferroviaires
La Brigue est desservie par la ligne internationale Nice - Coni (gestion mixte SNCF et Ferrovie dello Stato, avec un embranchement vers Vintimille à Breil). Le matériel roulant est français sur le segment Nice - Breil, italien sur le trajet Vintimille - Breil, mixte sur le segment Breil - Tende, puis à nouveau italien entre tende et Coni.
Cette ligne ferroviaire non-électrifiée, inaugurée en 1928, abandonnée à la suite des bombardements de la Seconde Guerre mondiale et remise en service seulement en 1979, est réputée comme l'une des lignes ferroviaires les plus spectaculaires du monde. Elle constitue, à elle seule, un motif d'attraction touristique. Sa conservation est considérée comme fondamentale par les habitants de La Brigue, étant la seule alternative possible aux transports routiers et la seule forme de transports collectifs en vallée de la Roya.

### Urbanisme
Le périmètre de Schéma de cohérence territoriale (SCOT) comprend 15 communes : Breil sur Roya, Sospel, la Turbie, Moulinet, Saorge, Tende, Beausoleil, Menton, Sainte Agnès, Fontan, Roquebrune cap Martin, Gorbio, Castellar, La Brigue, Castillon.
Douze communes de l’aire du SCoT ont été classées en zone montagne par les arrêtés interministériels en date du 20 février 1974 et du 28 avril 1976 : 6 communes du Haut-Pays (Tende, La Brigue, Fontan, Saorge, Breil-Sur-Roya, Moulinet) et celles de la Frange Sud de la zone montagne très urbanisée (Sospel, Castillon, Castellar, Gorbio, Sainte-Agnès et Peille).

### Typologie
Au 1er janvier 2024, La Brigue est catégorisée commune rurale à habitat dispersé, selon la nouvelle grille communale de densité à 7 niveaux définie par l'Insee en 2022.
Elle est située hors unité urbaine et hors attraction des villes,.

## Politique et administration
| Période                                  | Période  | Identité           | Étiquette | Qualité                                                 |
| ---------------------------------------- | -------- | ------------------ | --------- | ------------------------------------------------------- |
| Les données manquantes sont à compléter. |          |                    |           |                                                         |
| 1947                                     | 1949     | Hippolyte Lamberti |           |                                                         |
| 1949                                     | 1965     | Aimable Gastaud    | RGR       |                                                         |
| 1965                                     | 1983     | André Merquiol     |           |                                                         |
| 1983                                     | 2008     | Jean-Pierre Bronda | UMP       |                                                         |
| 2008                                     | 2014     | Bernard Gastaud    |           | enseignant à la faculté de médecine de Nice             |
| 2014                                     | En cours | Daniel Alberti     | DVD       | Ancien artisan, commerçant, chef d'entreprise. Retraité |

### Budget et fiscalité 2023

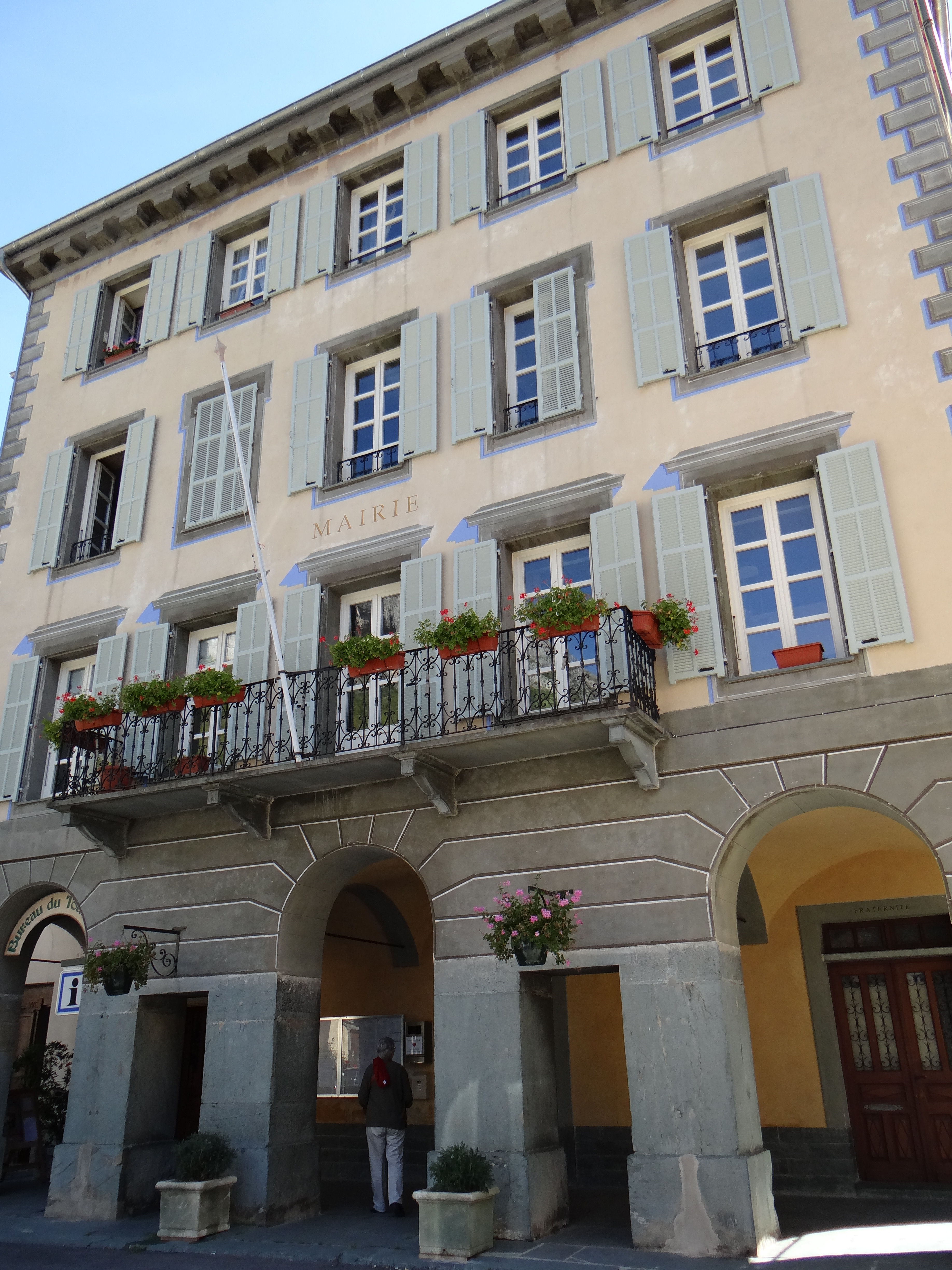
La mairie, place Saint-Martin.

En 2023, le budget de la commune était constitué ainsi :
- total des produits de fonctionnement : 1 506 000 €, soit 2 133 € par habitant ;
- total des charges de fonctionnement : 1 166 000 €, soit 1 652 € par habitant ;
- total des ressources d'investissement : 577 000 €, soit 818 € par habitant ;
- total des emplois d'investissement : 723 000 €, soit 1 025 € par habitant ;
- endettement : 143 000 €, soit 202 € par habitant.

Avec les taux de fiscalité suivants :
- taxe d'habitation : 15,67 % ;
- taxe foncière sur les propriétés bâties : 23,03 % ;
- taxe foncière sur les propriétés non bâties : 26,46 % ;
- taxe additionnelle à la taxe foncière sur les propriétés non bâties : 0,00 % ;
- cotisation foncière des entreprises : 0,00 %.

Chiffres clés Revenus et pauvreté des ménages en 2021 : médiane en 2021 du revenu disponible, par unité de consommation : 19 000 €.

## Population et société

### Démographie

#### Évolution démographique
L'évolution du nombre d'habitants est connue à travers les recensements de la population effectués dans la commune depuis 1672. Pour les communes de moins de 10 000 habitants, une enquête de recensement portant sur toute la population est réalisée tous les cinq ans, les populations de référence des années intermédiaires étant quant à elles estimées par interpolation ou extrapolation. Pour la commune, le premier recensement exhaustif entrant dans le cadre du nouveau dispositif a été réalisé en 2006.

En 2022, la commune comptait 741 habitants, en évolution de +6,16 % par rapport à 2016 (Alpes-Maritimes : +2,85 %, France hors Mayotte : +2,11 %).
| 1672  | 1696  | 1793  | 1800  | 1806  | 1822  | 1838  | 1848  | 1946  |
| ----- | ----- | ----- | ----- | ----- | ----- | ----- | ----- | ----- |
| 2 036 | 2 065 | 3 100 | 2 895 | 2 759 | 3 300 | 3 729 | 4 047 | 1 415 |

| 1954 | 1962 | 1968 | 1975 | 1982 | 1990 | 1999 | 2006 | 2011 |
| ---- | ---- | ---- | ---- | ---- | ---- | ---- | ---- | ---- |
| 768  | 687  | 582  | 493  | 495  | 618  | 595  | 630  | 734  |

| 2016 | 2021 | 2022 | - | - | - | - | - | - |
| ---- | ---- | ---- | - | - | - | - | - | - |
| 698  | 719  | 741  | - | - | - | - | - | - |

### Enseignement
Établissements d'enseignements :
- Écoles maternelle et primaire,
- Collèges à Tende et Breil-sur-Roya.

### Santé
Professionnels et établissements de santé :
- Médecins à Breil-sur-Roya, Sospel,
- Hôpital à Tende, Breil-sur-Roya,
- Pharmacies à Breil-sur-Roya, Sospel.

### Cultes
Culte catholique, Paroisse Notre-Dame de la Roya : Saint Michel à Tende, Diocèse de Nice.

## Économie

### Entreprises et commerces

#### Agriculture
L’économie brigasque a longtemps été centrée sur l'élevage du mouton, particulièrement en fonction de la production de la laine. La laine brigasque était réputée, et on venait de très loin pour participer aux marchés annuels qui se tenaient au village. Sous le Premier Empire, La Brigue comptait jusqu'à 34 621 têtes de bétail à laine[réf. incomplète]. Au XXe siècle, la laine a fait place au lait et le village a donné son nom à une race de moutons, la Brigasque, réputée pour son fromage. La culture de la vigne était aussi pratiquée.

#### Commerces
Après la révolution industrielle, l’exode rural a inexorablement vidé la commune au cours des XIXe et XXe siècles, ses habitants préférant travailler du tourisme côtier que dans les campagnes de la vallée de la Roya. Le phénomène s'accentua après le rattachement de 1947 : dès lors que La Brigue devint française, ses habitants étaient encore plus aidés dans leurs demandes d'embauche sur le littoral français.
Bien qu'en retrait du reste des Alpes-Maritimes et avec une population effective ne dépassant pas les 300 habitants l'hiver, La Brigue conserve tout de même une discrète activité commerciale et artisanale destinée aux résidents : une épicerie, un bistrot, un buraliste, une pizzeria, un bureau de poste, une menuiserie, un électricien et un plombier garantissent au village un standing relativement élevé en offre de biens et services (en comparaison d'autres villages similaires par position et population).

#### Tourisme
Aujourd'hui La Brigue vit principalement de tourisme estival et de l'emploi fourni par les structures de service public (en particulier une maison d'accueil spécialisé et une maison de retraite). En dehors des activités de services et de tourisme (3 hôtels restaurants, divers gîtes, une via ferrata communale).

## Culture et patrimoine

### Lieux et monuments
- Le sanctuaire Notre-Dame-des-Fontaines[49], particulièrement cher aux brigasques et dont le culte est encore très vivant, abrite à son intérieur une considérable fresque (Cycle de la Passion) réalisée au XVe siècle par le peintre piémontais Giovanni Canavesio. Cette chapelle est aussi l'une des principales destinations touristiques du village, pouvant atteindre les 12 000 présences touristiques par an[50]. Une partie des fresques exceptionnelles de cette église est reproduite dans le musée des monuments français, au Palais de Chaillot à Paris[51].

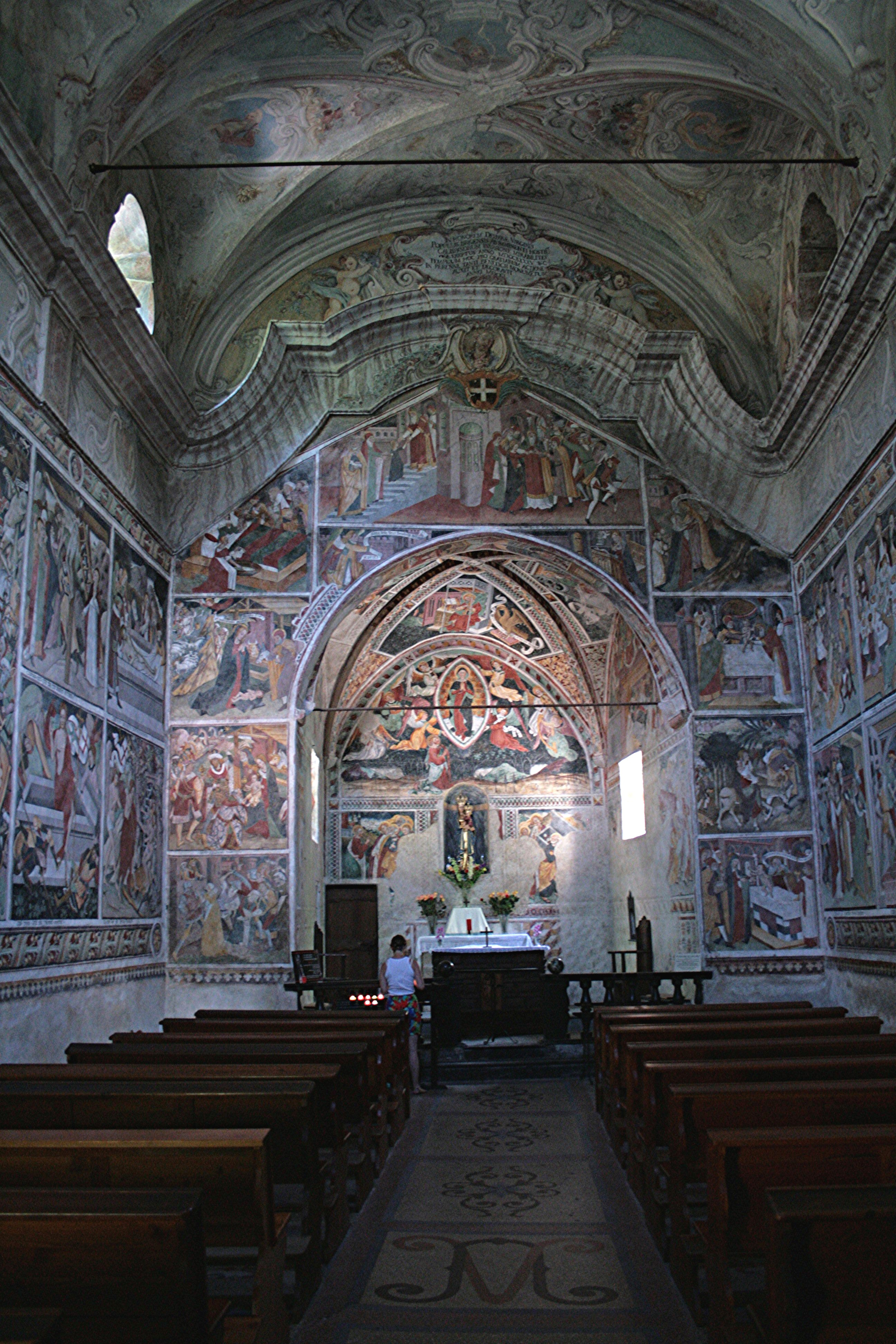
Vue d'ensemble de la nef.
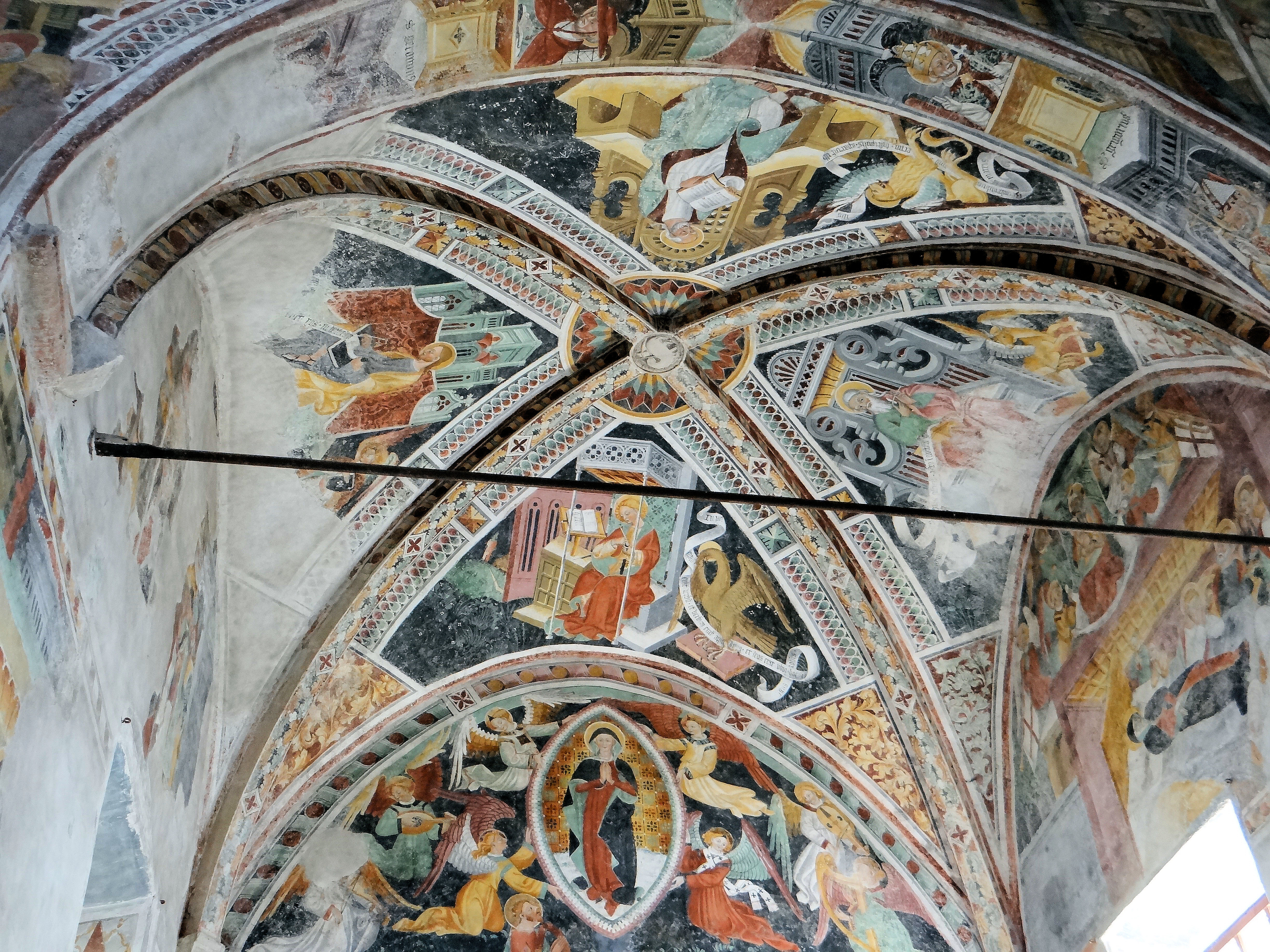
Peintures du chœur : au chevet, Assomption de Marie, sur la voûte, les quatre évangélistes.
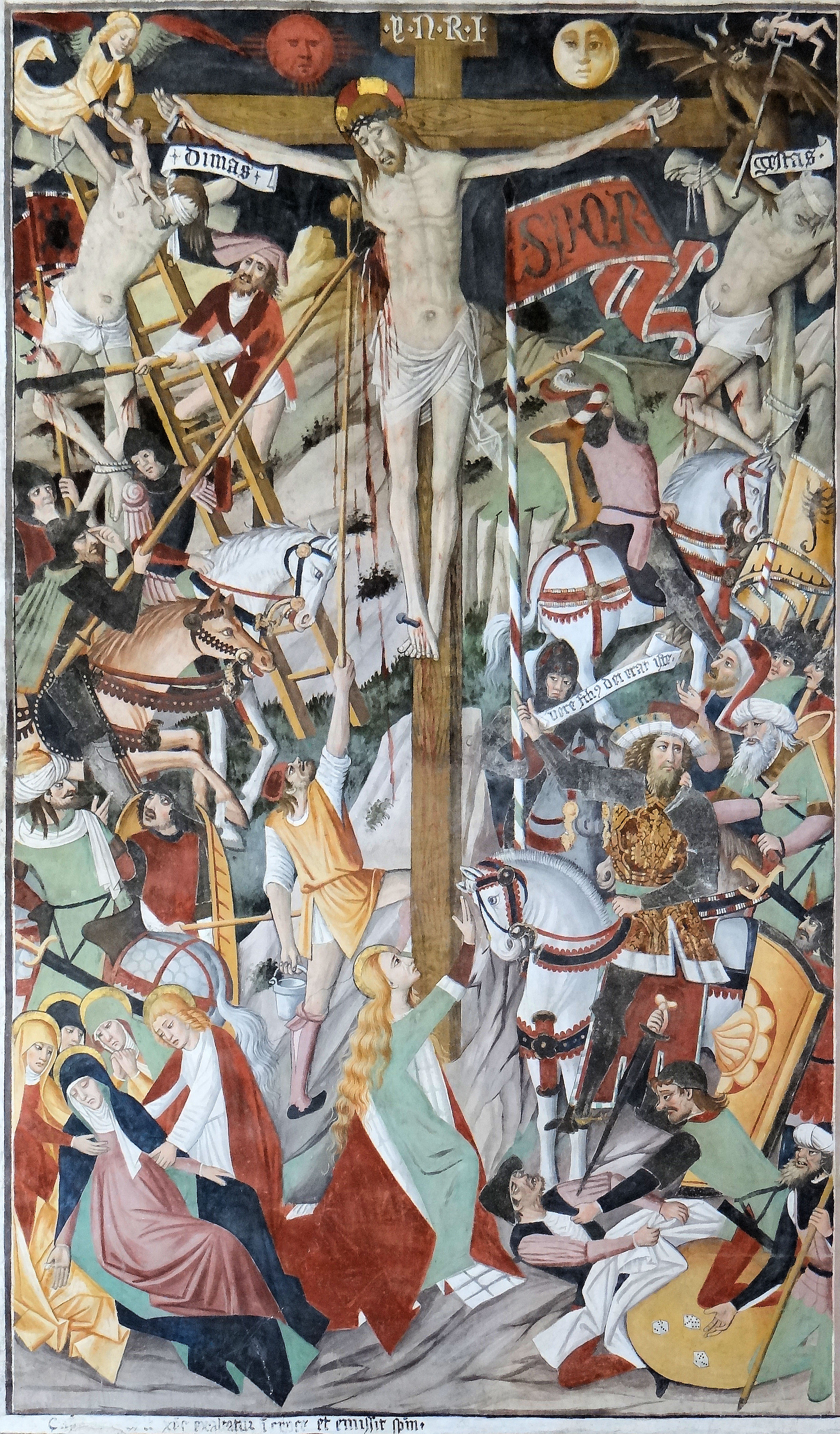
Crucifixion, fresque de Giovanni Canavesio dans la nef.
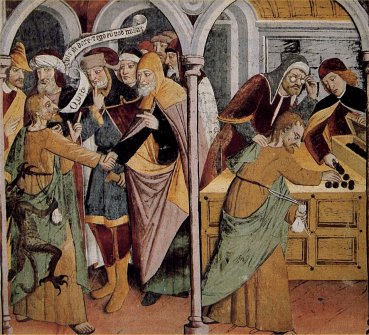
La Trahison de Judas.
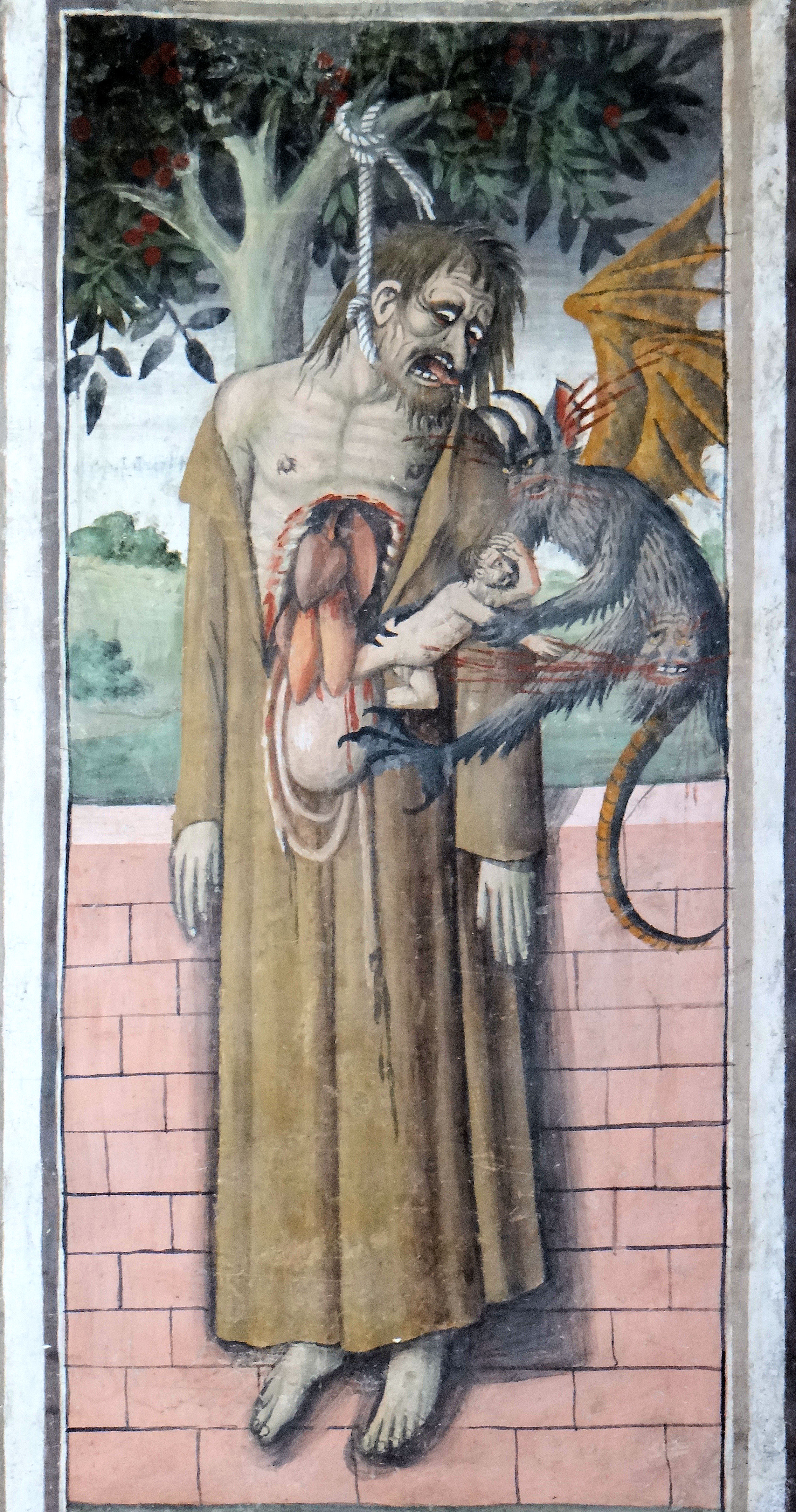
Judas pendu.
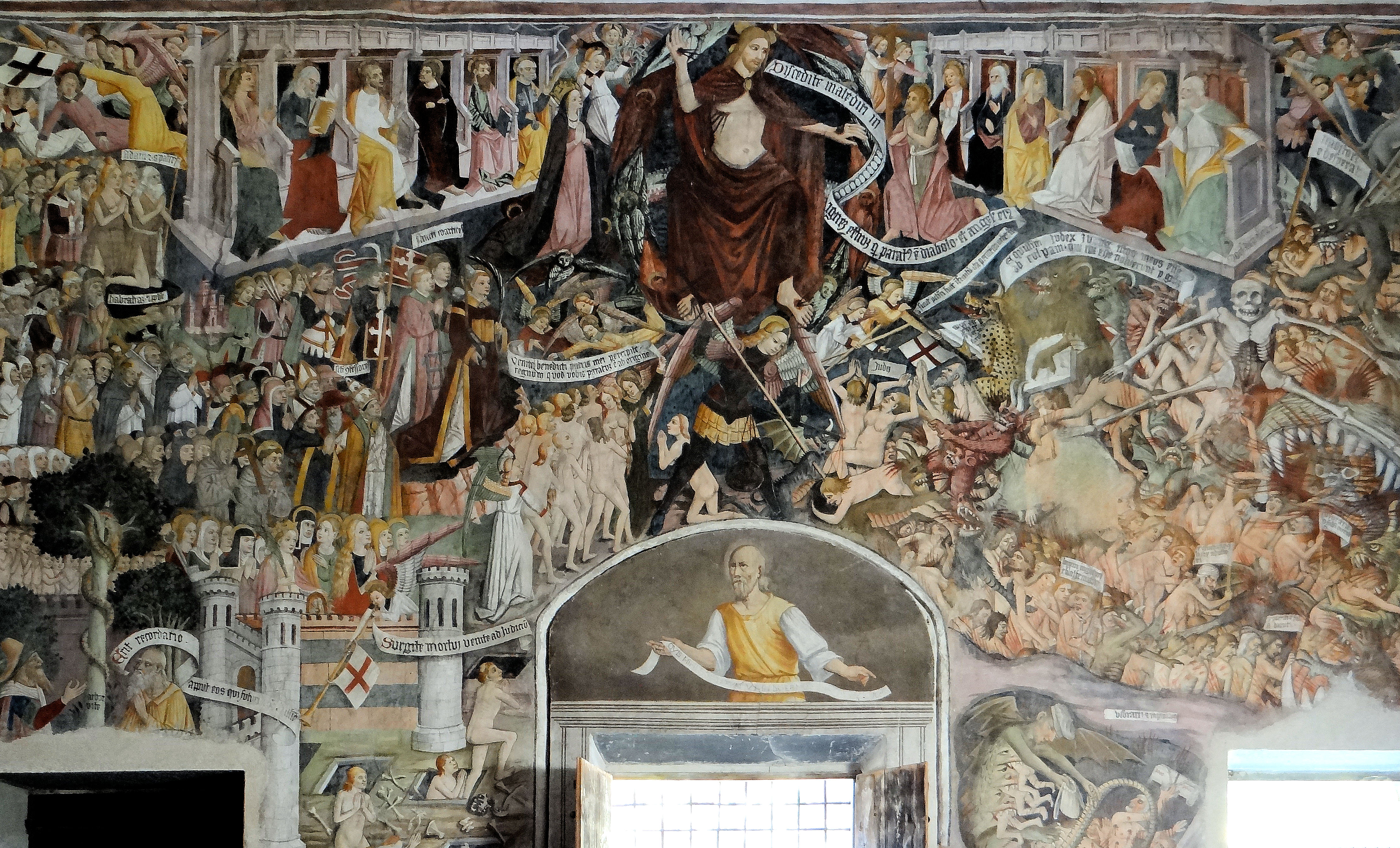
Fresque du Jugement dernier.

- La collégiale Saint-Martin est l'église principale du village où se célèbrent les messes du dimanche. De construction romane, elle fut démolie à la fin du XIVe siècle (peut-être à la suite d'une inondation ou d'un incendie) et entièrement rebâtie en style roman lombard[52]. Mais l'édifice médiéval fut entièrement « baroquisé » au XVIIe siècle et avant même cette date, il avait recueilli maints retables et tableaux de la Renaissance niçoise. Telle qu'elle est, Saint-Martin présente un des plus beaux décors renaissants et baroques de la région. Elle abrite en particulier une Nativité de Louis Bréa, une Assomption du même (panneau d'un retable perdu), l'extraordinaire « Retable du martyre de saint Elme » (XVIe siècle), la belle « Notre-Dame des Neiges » de Fuseri insérée dans un cadre baroque exubérant, enfin (entre beaucoup d'autres richesses) un orgue monumental du XIXe siècle de fabrication piémontaise (Frères Lingiardi)[53],[54].

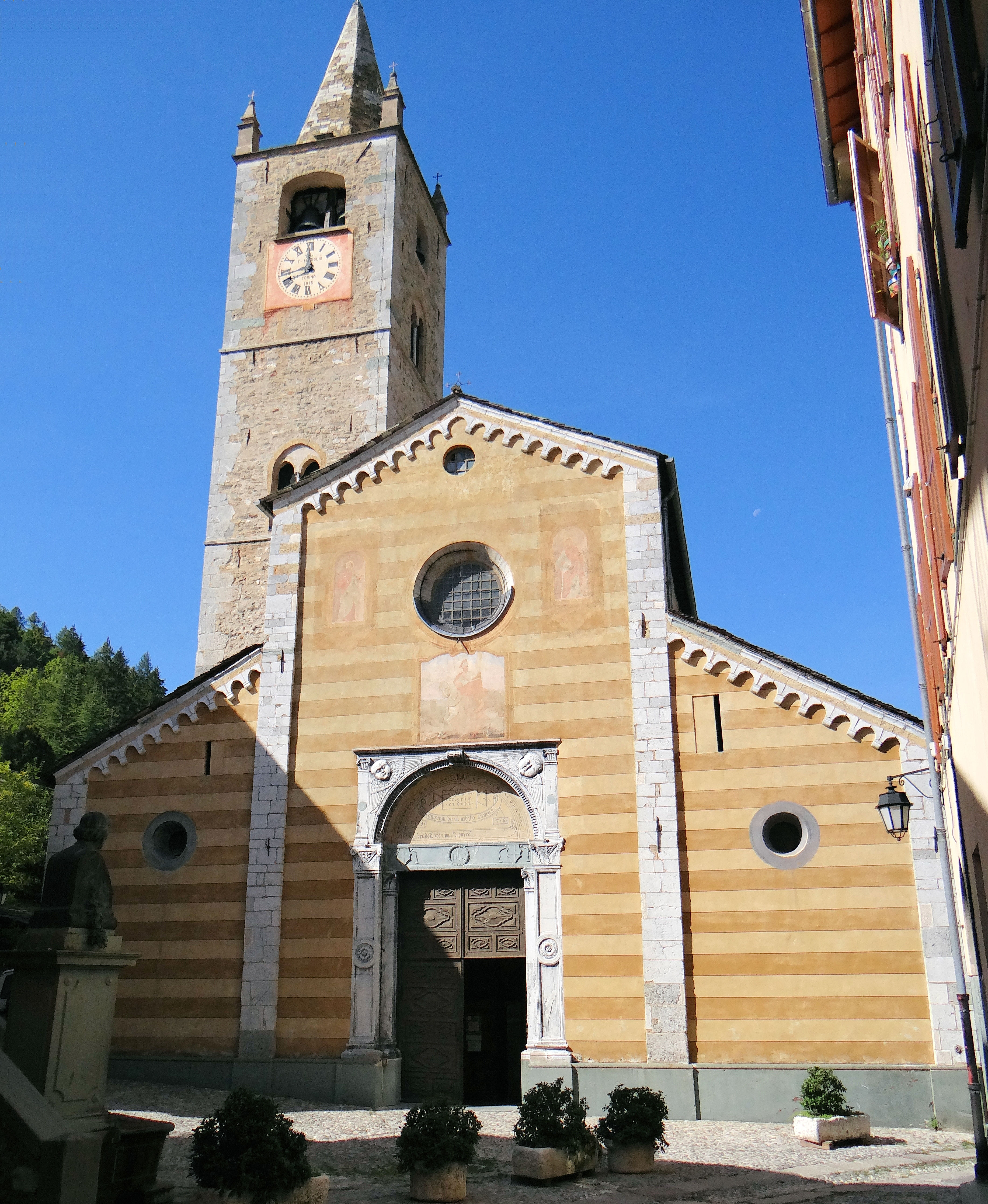
Façade et clocher de la collégiale.
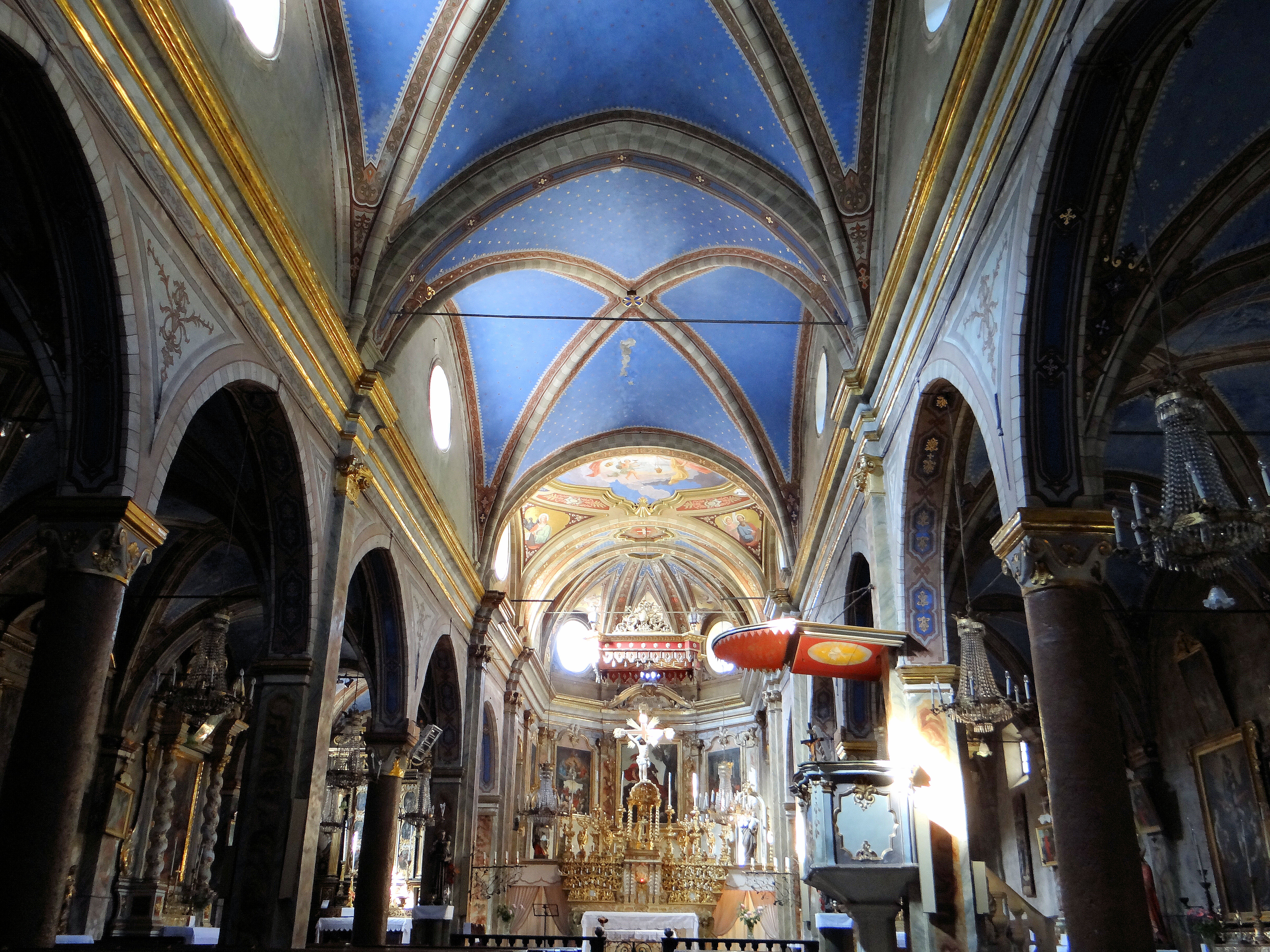
Intérieur de la collégiale.
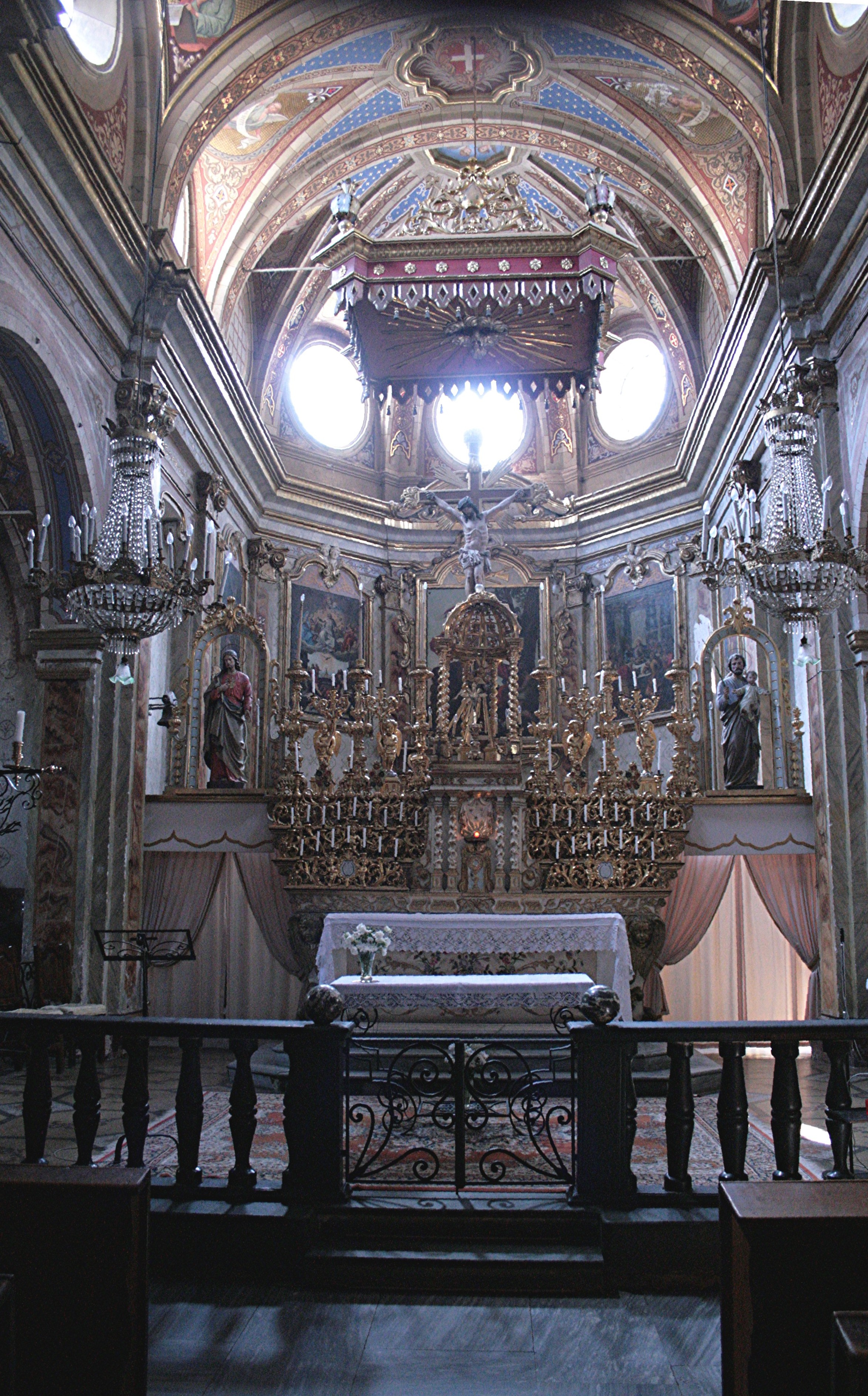
Chœur baroque de Saint-Martin.
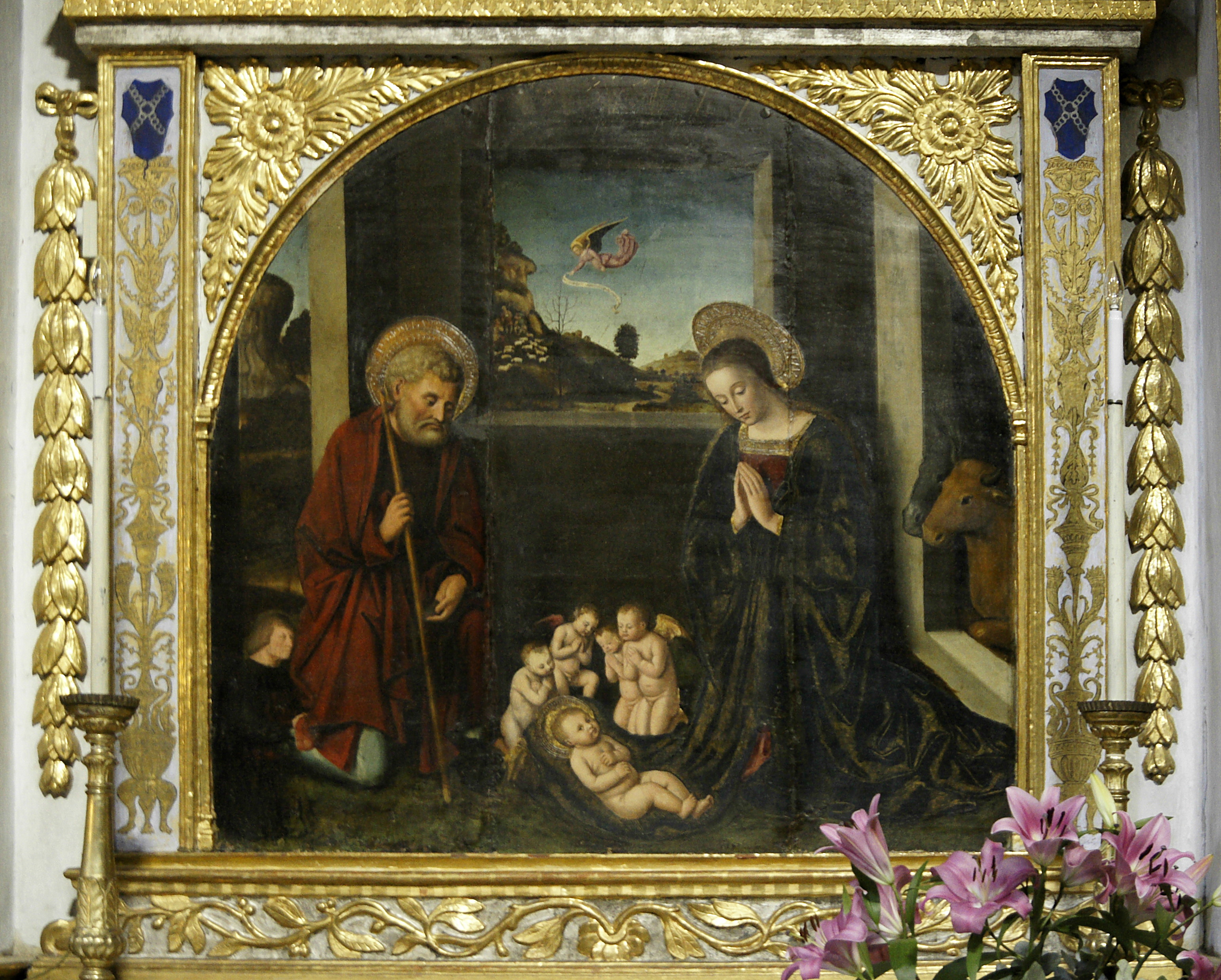
Louis Bréa, Retable de la Nativité.
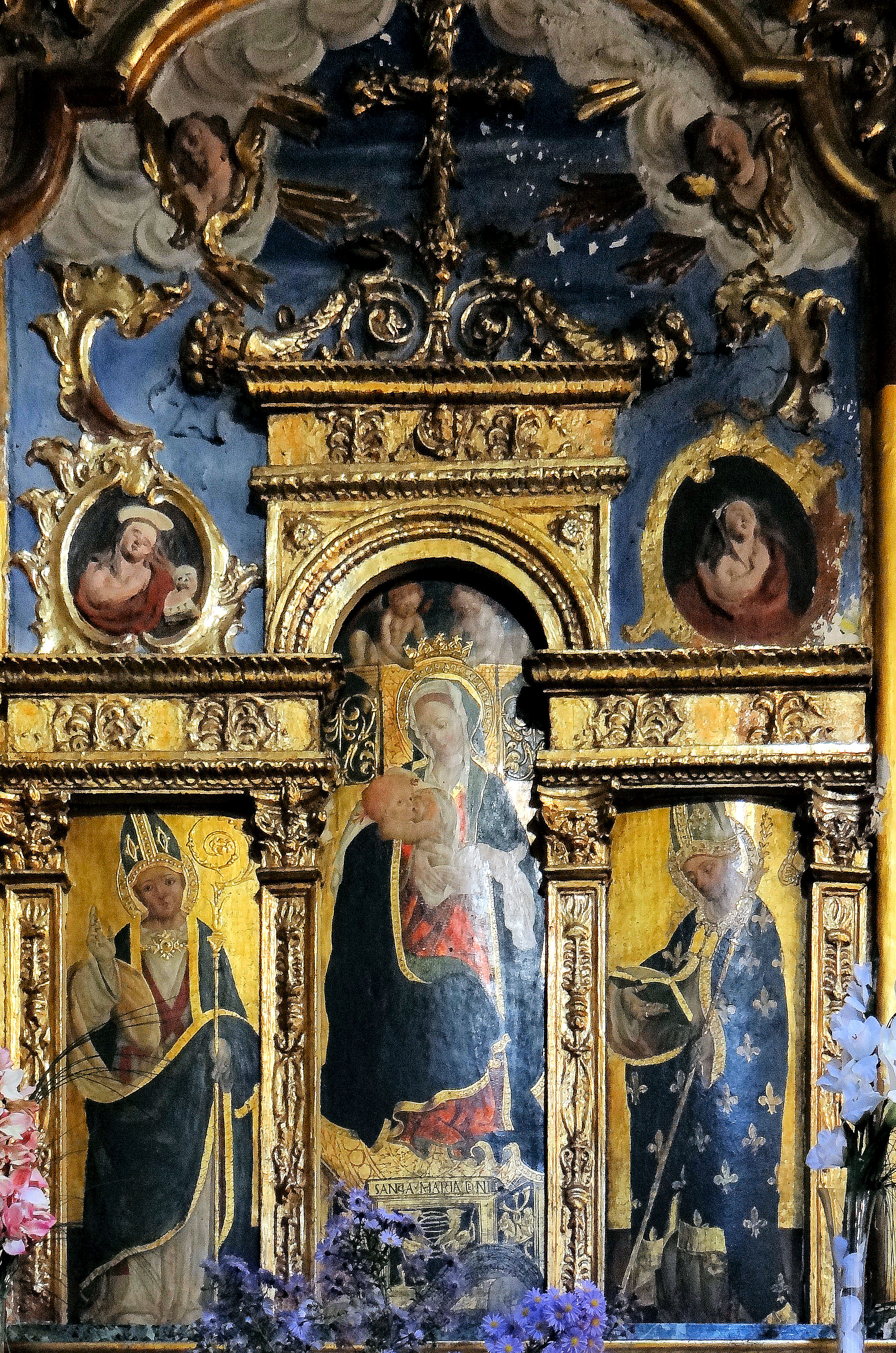
Sébastien Fuseri, Retable de Notre-Dame-des-Neiges (1507).
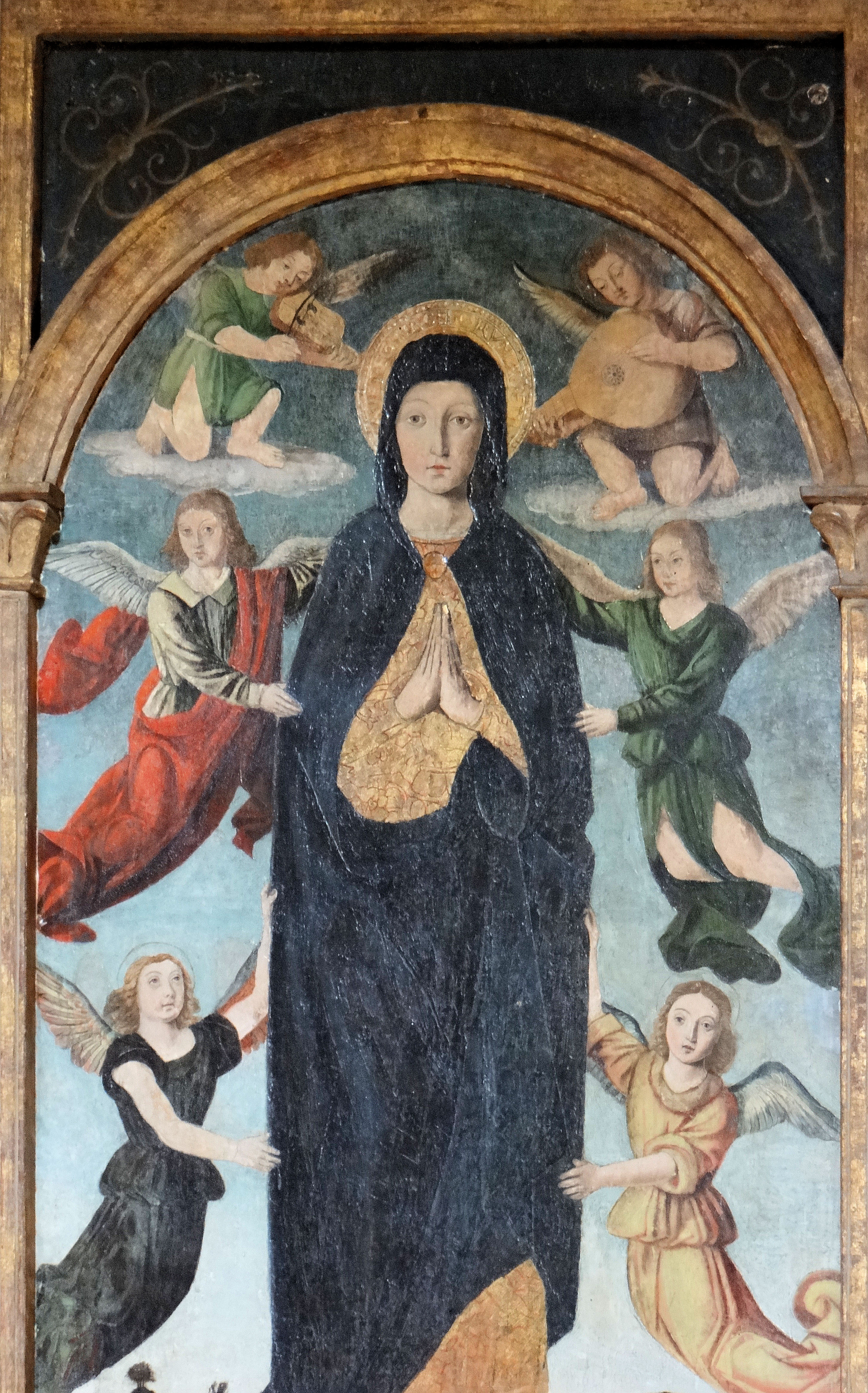
Panneau de L'Assomption.

- Les chapelles de l'Assomption, de l'Annonciation et de Saint-Michel XVIIIe siècle sont les 3 principales chapelles encore accessibles au village. De construction typiquement baroque, elles abritent à l'intérieur des fresques anonymes d'inspiration évangélique. Elles sont le témoignage de l'attachement des brigasques au cours des siècles pour le catholicisme. Le village comptait jusqu'à 15 chapelles au XIXe siècle[2].

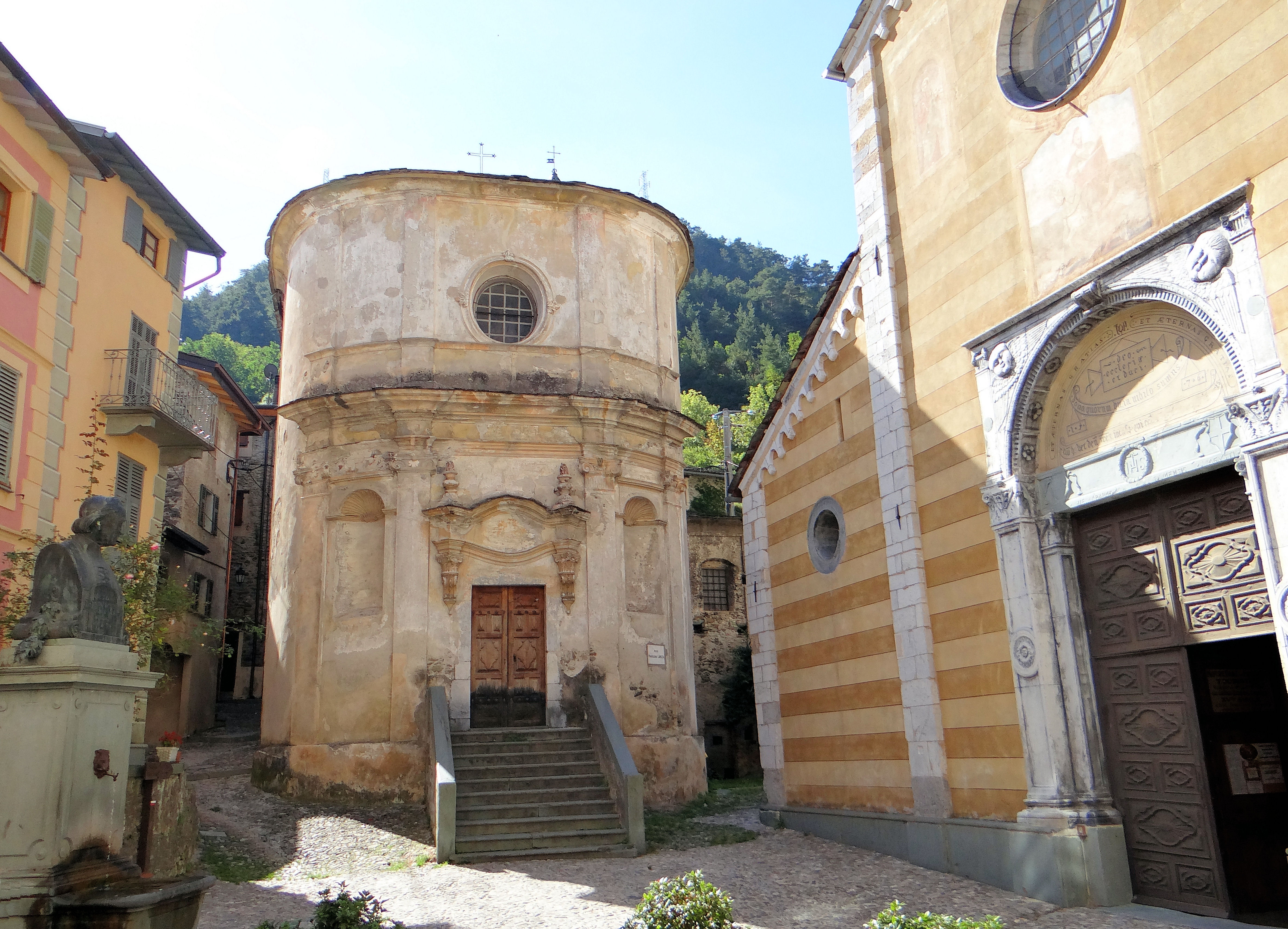
Chapelle des Pénitents blancs « d'En-Haut » ou de l'Annonciation, à côté de la collégiale Saint-Martin.
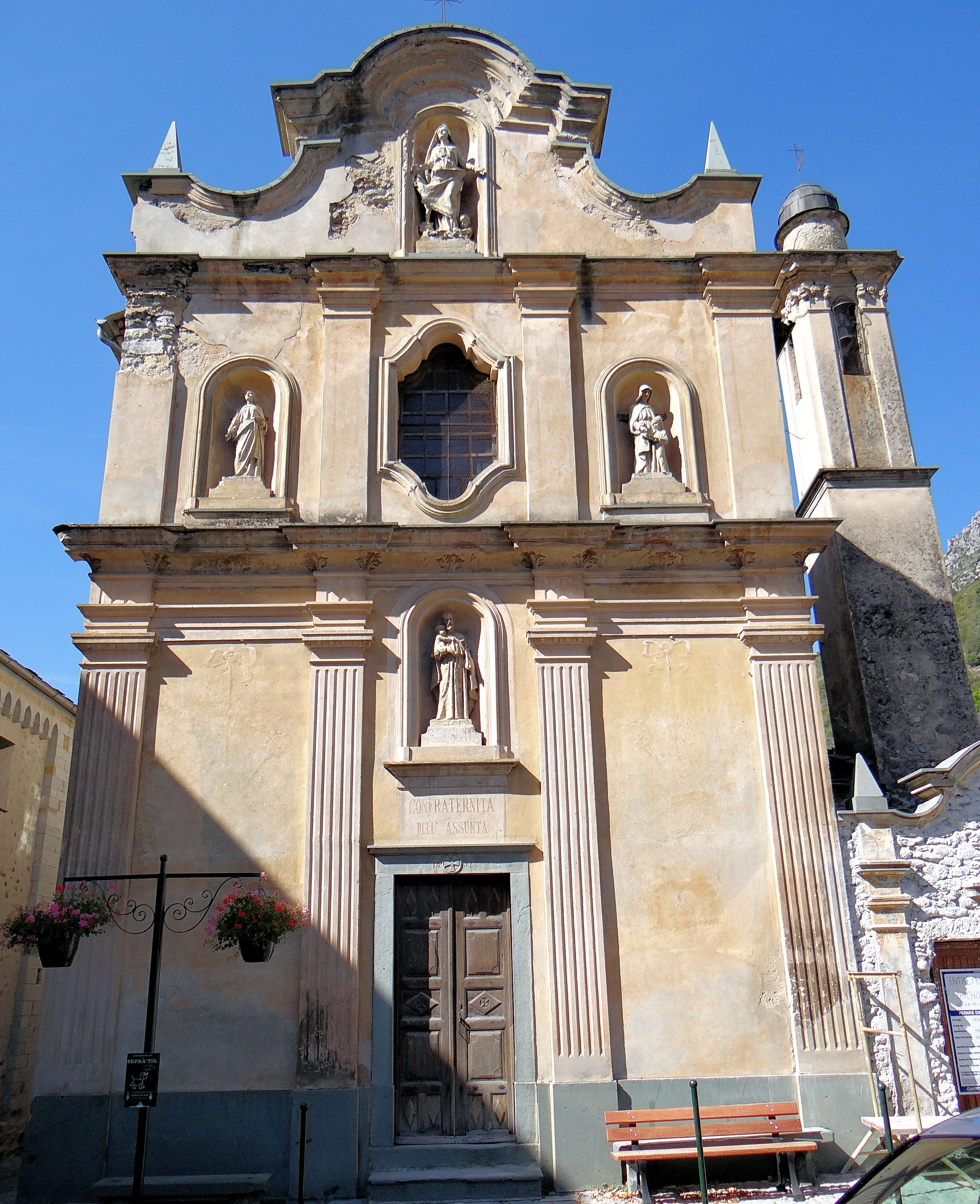
Chapelle des Pénitents blancs « d'En-Bas » ou de l'Assomption, à côté de la collégiale Saint-Martin.
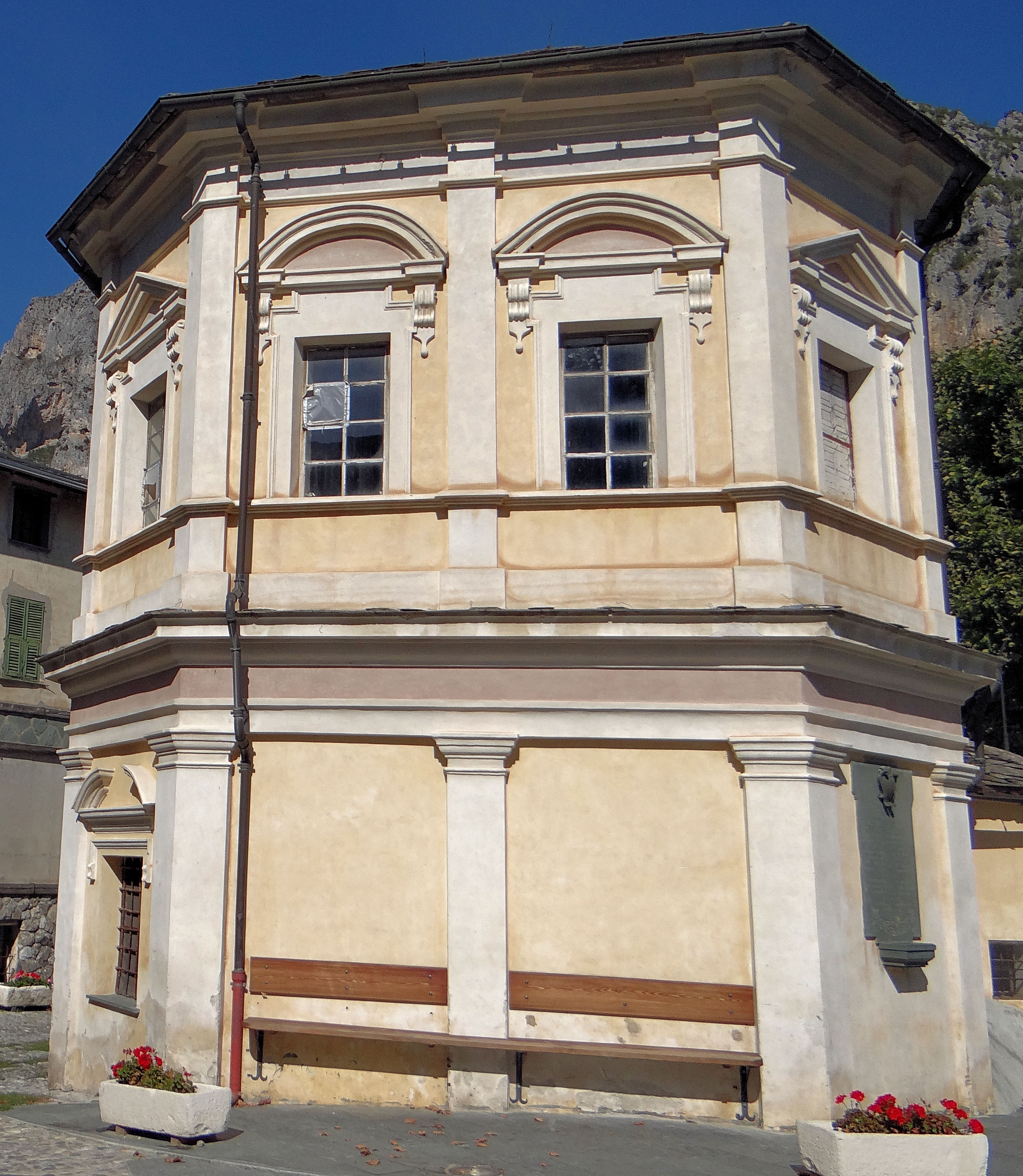
Extérieur de la chapelle Saint-Michel.
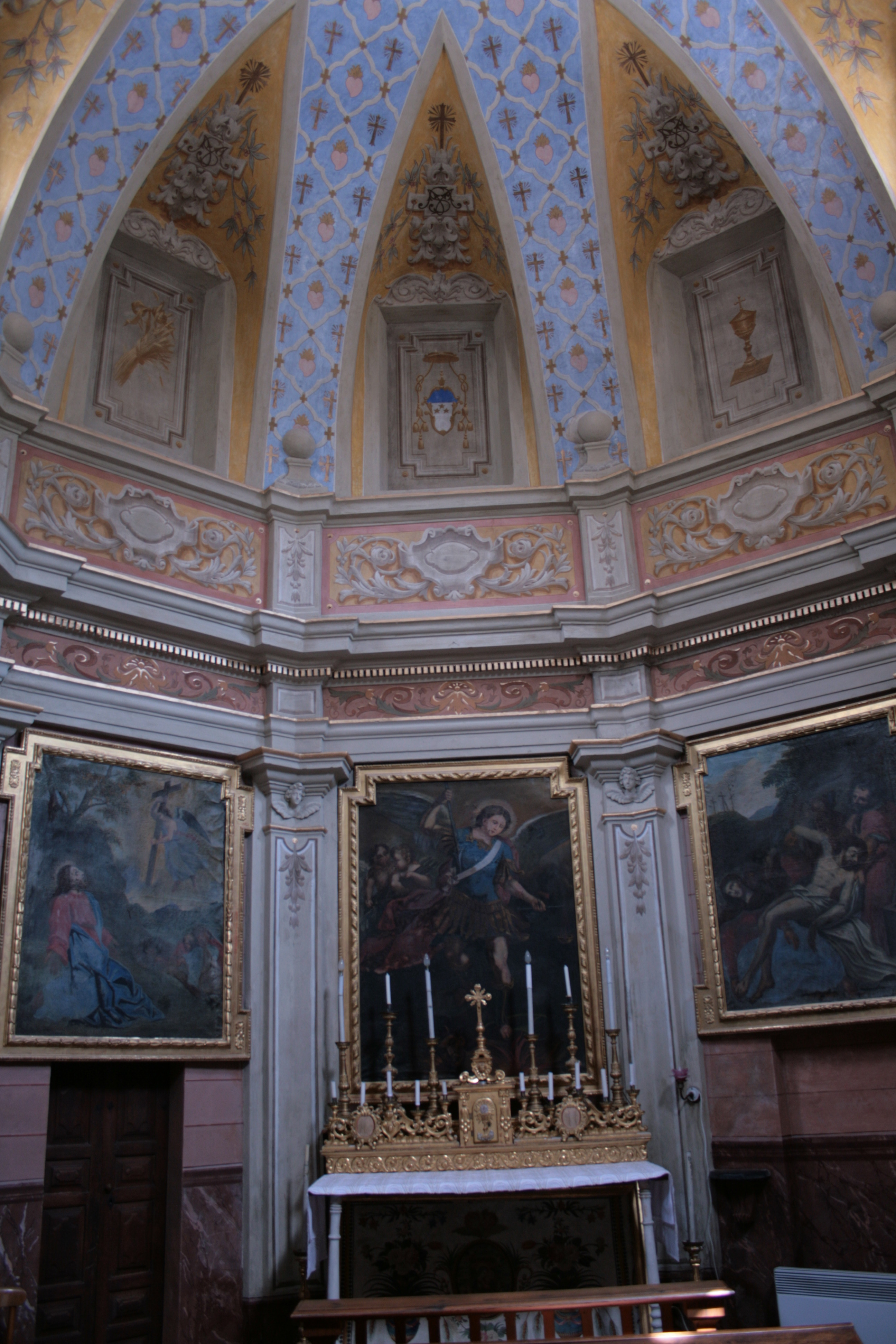
Intérieur de la chapelle Saint-Michel.

- Le pont du Coq (XVe) est une construction d'origine incertaine. Par sa position, à l'écart du village et de toute voie de communication (présente ou passée), il est possible que ce pont fut conçu plus comme œuvre monumentale et commémorative que comme pont de passage. Diverses légendes villageoises (parfois des contes pour enfants) racontent l'histoire de ce pont, mais aucun document aux archives n'atteste exactement de son origine.
- Le château Lascaris XVe siècle domine le village par sa tour, seul élément encore intègre de ce bâtiment aujourd'hui en ruine. Le château, pas sa structure médiévale complexe dont restent quelques murs des salons de noblesse (aujourd'hui pour la plupart reconvertis en jardins potagers) et les traces du pont-levis, témoigne de la puissance des seigneurs médiévaux de La Brigue issus de l'illustre famille Lascaris.
- Des linteaux armoriés des XVe et XVIe siècles décorent de nombreuses entrées de maison brigasques. On y retrouve des sculptures en bas-relief, parfois accompagnées de textes aussi en bas-relief ou incisés dans la pierre. Les linteaux de La Brigue peuvent être répartis en trois grandes familles : les linteaux décorés de motifs religieux (chrisme, INRI, Agnus Dei, IHS, etc.), ceux décorés d'armoiries et d'initiales des familles les ayant fait poser, et enfin ceux portant des phrases d'ordre moral ou religieux. Parfois les trois styles cohabitent sur un même linteau. La pratique des linteaux est courante dans toute la vallée de la Roya, mais chaque village se distingue par l'utilisation de pierres différentes, à la coloration variant selon la carrière d'où elles étaient extraites : mauve pour Fontan (carrière des gorges de Saorge), verte à Tende ou encore noire à La Brigue (carrière de Triora)

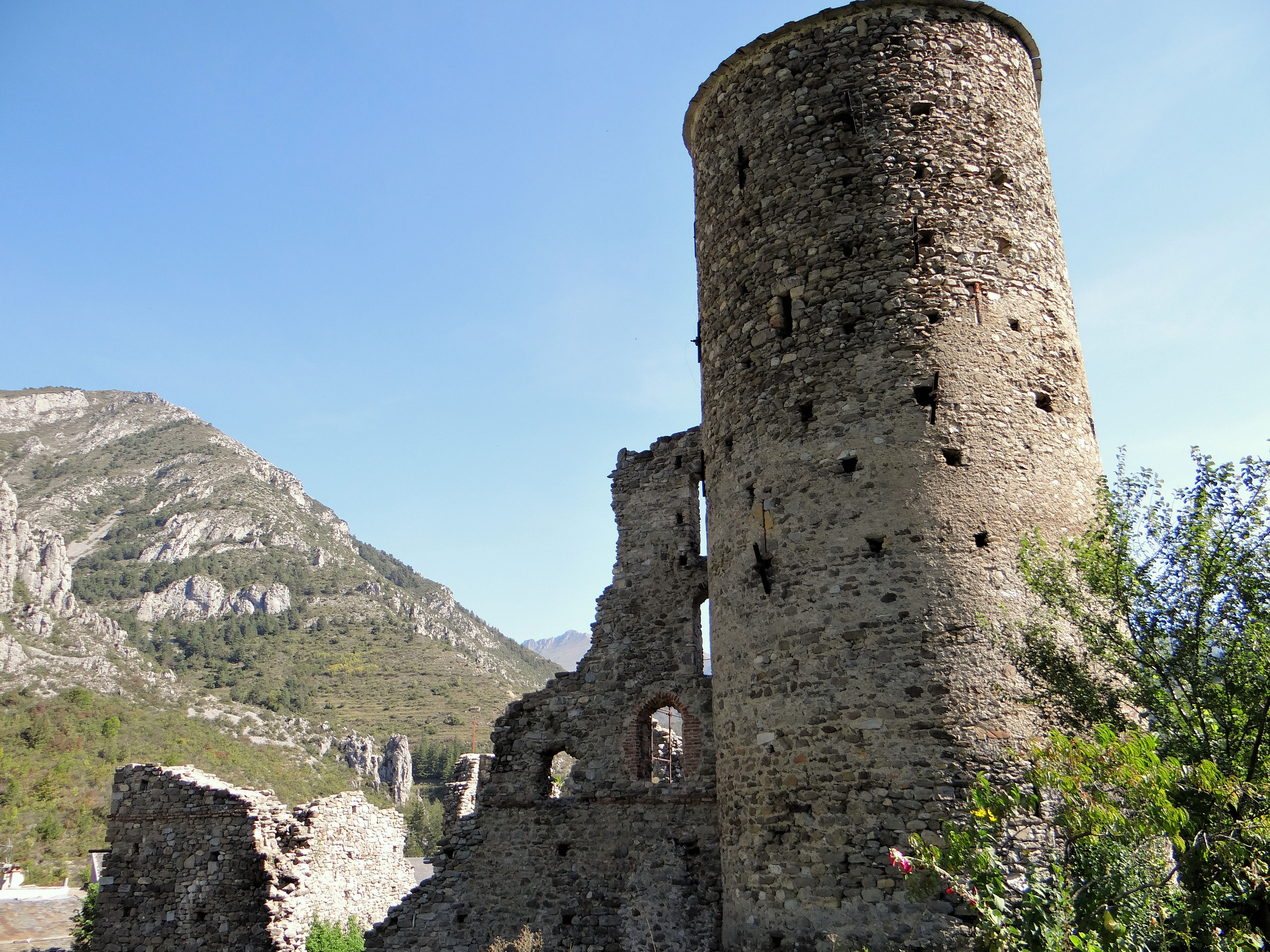
Château Lascaris.
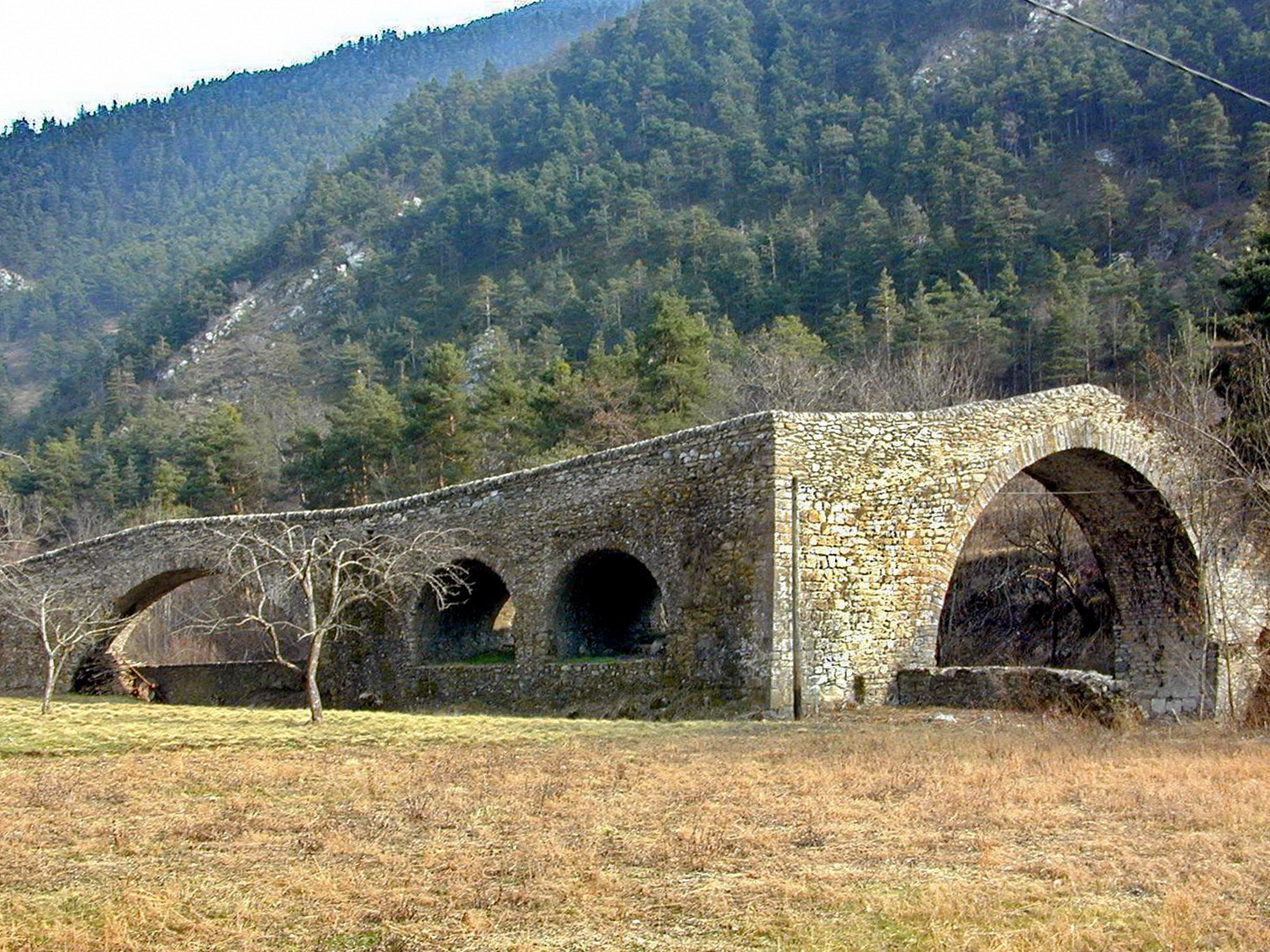
Pont du Coq.
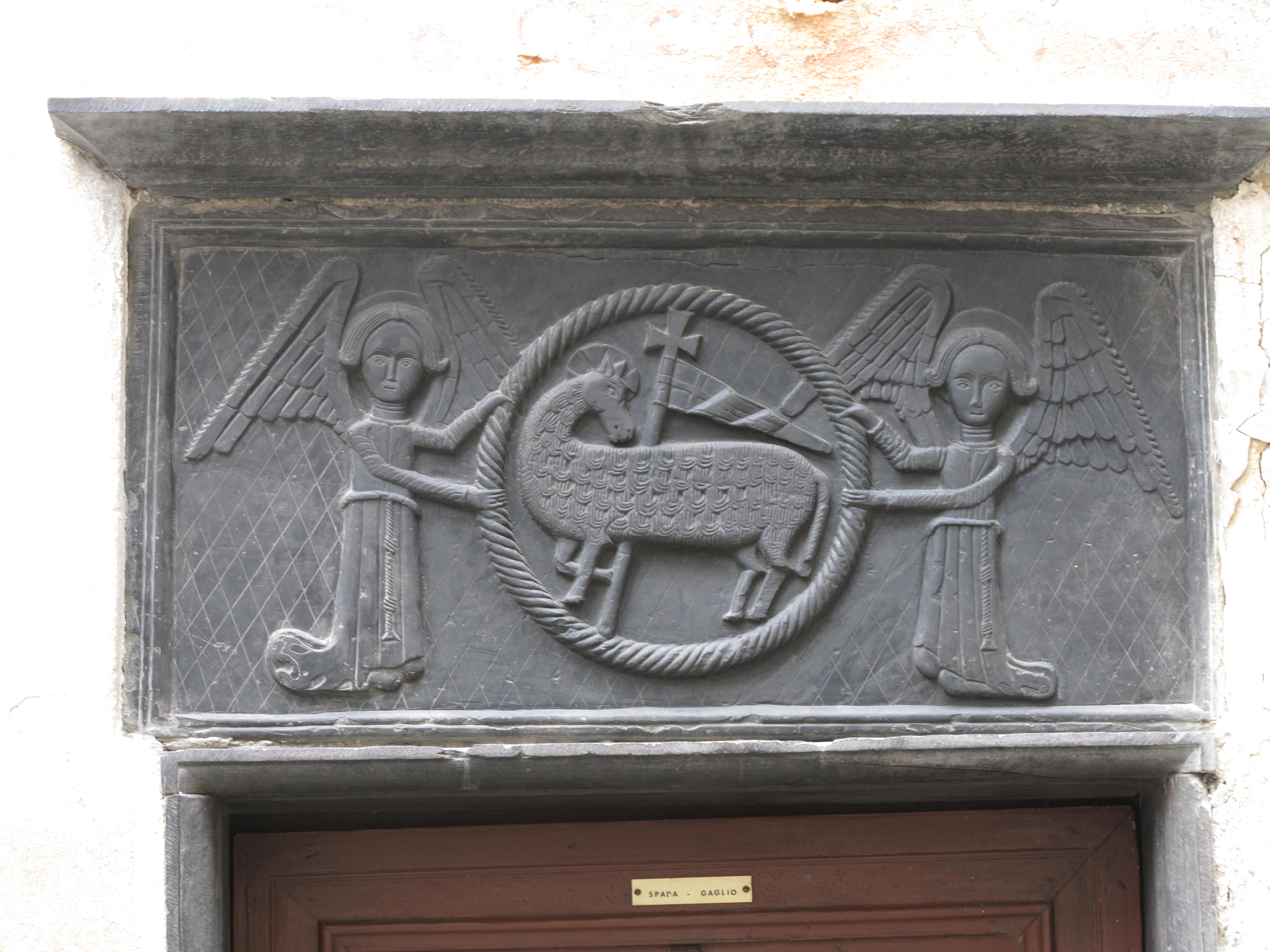
Linteau, no 22 rue Bernardin Alberti.
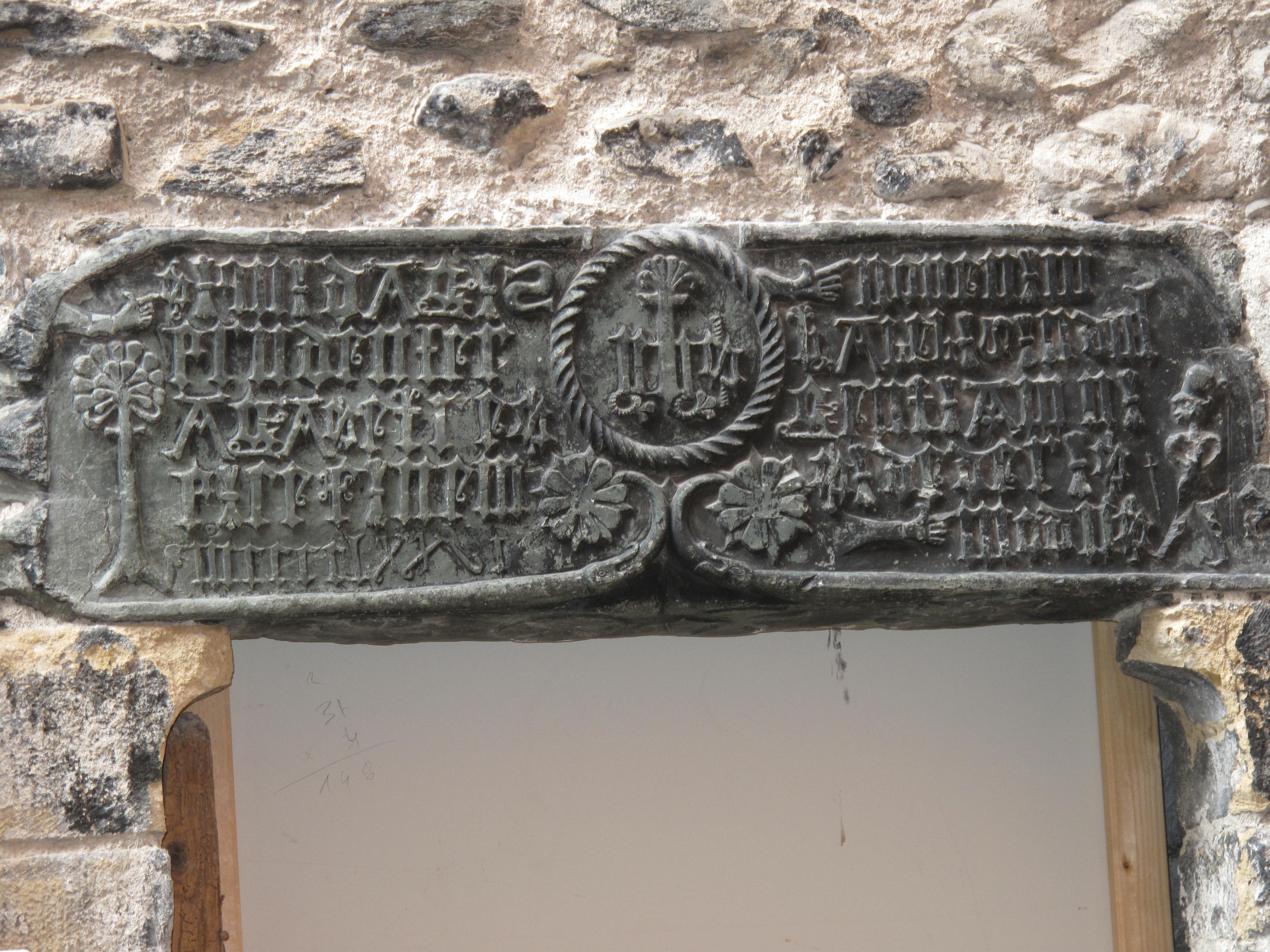
Linteau daté de 1476, no 24 rue Arnaldi.
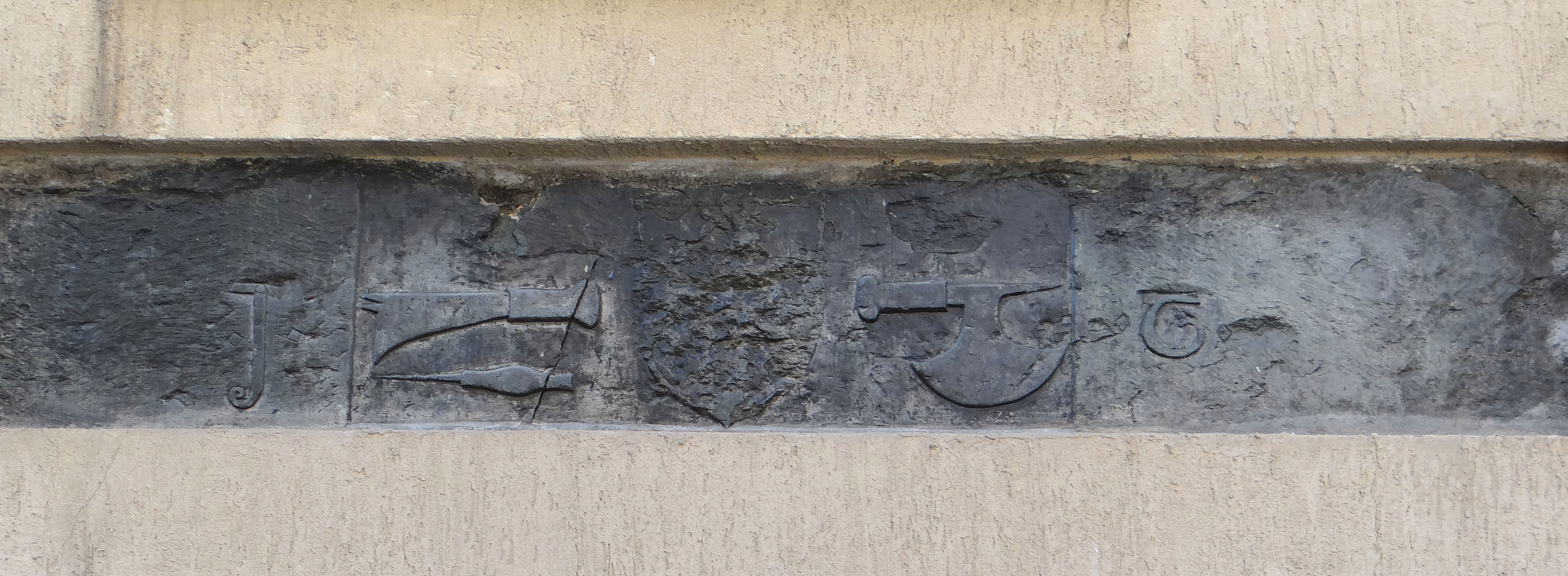
Enseigne de bourrelier avec armoiries martelées, nos 5-7 rue de la République.
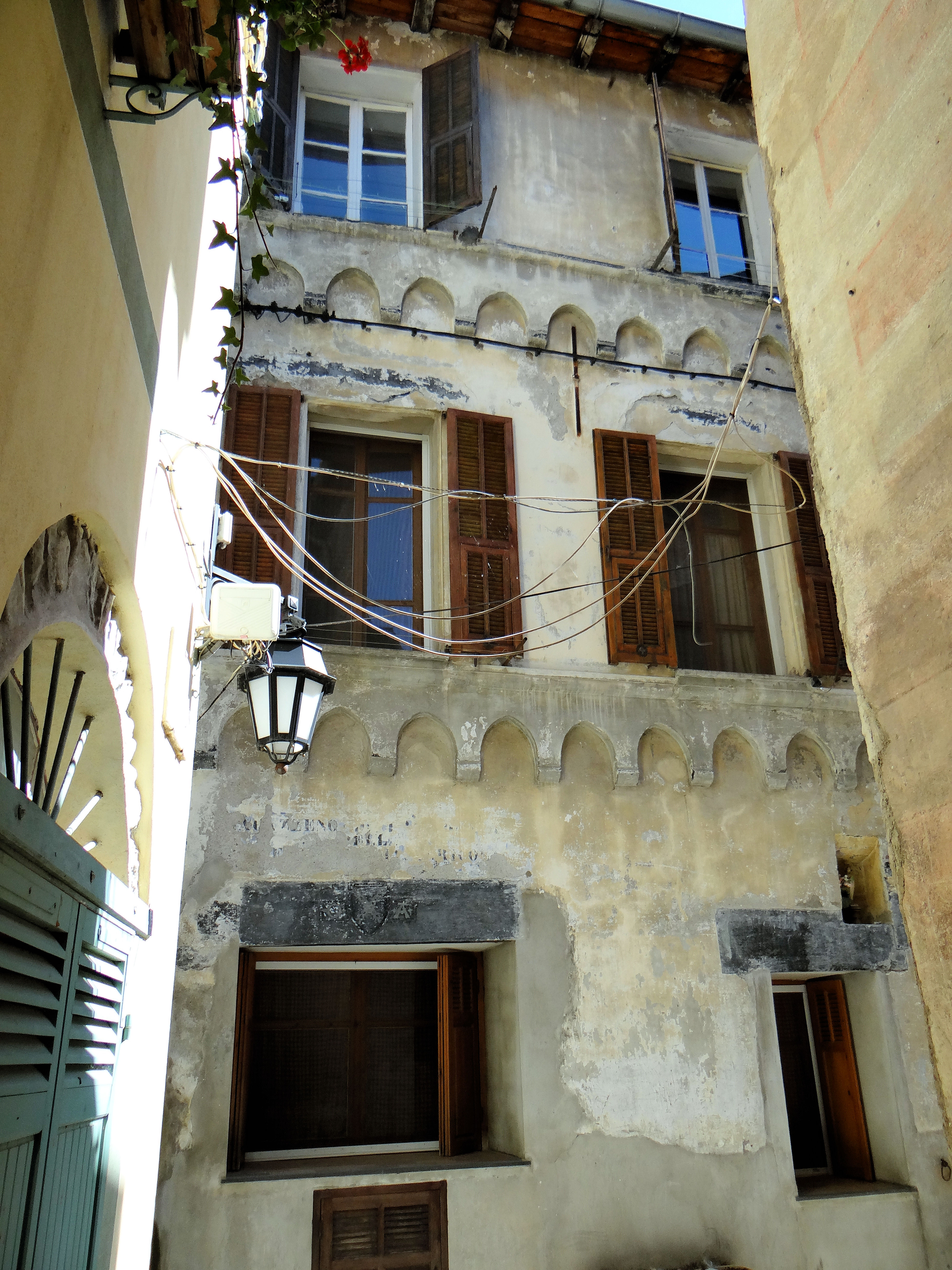
Maison de la famille de Alberti, no 12 rue du Général-Rusca.

- Le Cà d'arbinée. Ce mot signifie maison des abeilles en brigasque (la langue locale). C'est un enclos qui protège les ruches des voleurs, des intempéries ou des prédateurs, typique de la vallée de la Roya[55].

### Héraldique
| Blason de La Brigue | Blason  | Écartelé au 1er et au 4e de gueules à l’aigle bicéphale couronnée d’or, au 2e et au 3e d’azur à saint Martin à cheval partageant son manteau avec un pauvre d’argent, sur le tout d’or au mouton de gueules. |
| Blason de La Brigue | Détails | Le statut officiel du blason reste à déterminer. |

## Personnalités liées à la commune
- Aimable Gastaud : né à La Brigue le 2 septembre 1900, il est l'artisan du rattachement des communes de Tende et de La Brigue à la France, le 16 septembre 1947. Il fut maire et conseiller général de ces deux communes. Il est mort le 7 mai 1974[57],[58].
- Paul Gordeaux rédacteur en chef de L'Ergot avec son cousin Paschetta lancèrent l'alerte pour le retour de Tende et La Brigue à la France. Le 10 septembre 1944 dans Combat (devenu Nice Matin) Gordeaux Cousin de Paschetta  " Au tour de Nice de revendiquer : Tende et La Brigue doivent redevenir françaises". Le 16 septembre "il faut réviser les frontières du Comté de Nice " Cinq jours après des élus et personnalités fondent un "Comité d'étude des frontières" et un "Comité des six communes"
- Giovanni Battista Domenico Rusca : général et baron d'empire sous Napoléon Bonaparte est né à La Brigue en 1759 et tué au cours des combats de la défense de Soissons en 1814.
- Colonel Giovanni Pastorelli (it)[59], héros italien de la guerre de Libye : né à La Brigue, mort à Ain Zara, Libye en 1911.
- Remo Ruffini, né à La Brigue le 17 mai 1942, astrophysicien, chercheur et coauteur du premier ouvrage scientifique sur le « trou noir » dans le cosmos (1974), Professeur titulaire de la chaire de physique théorique à l'Université La Sapienza à Rome. Auteur et coauteur de plus de 200 publications scientifiques internationales et de nombreux essais scientifiques.
- Julieta Lanteri, célèbre psychiatre et grande féministe argentine : elle est née à La Brigue le 3 avril 1873, son père, Antonio Pietro Lanteri Minet est de Morignole, La Brigue. La famille a émigré en Argentine, Julieta y a fait ses études et en est devenue une des premières femmes médecins.
- Jacques-André Mahieu de Warelles Ecclésiastique belge, militant wallon, retiré à Nice où il créa la revue Le souvenir Napoléonien. Mort à La Brigue en juillet 1968.

## Jumelages
- Triora (Italie) depuis 2006
- Avant 2006 Castelazzo bormida (Italie)